# Geschiedenis van Rotterdam

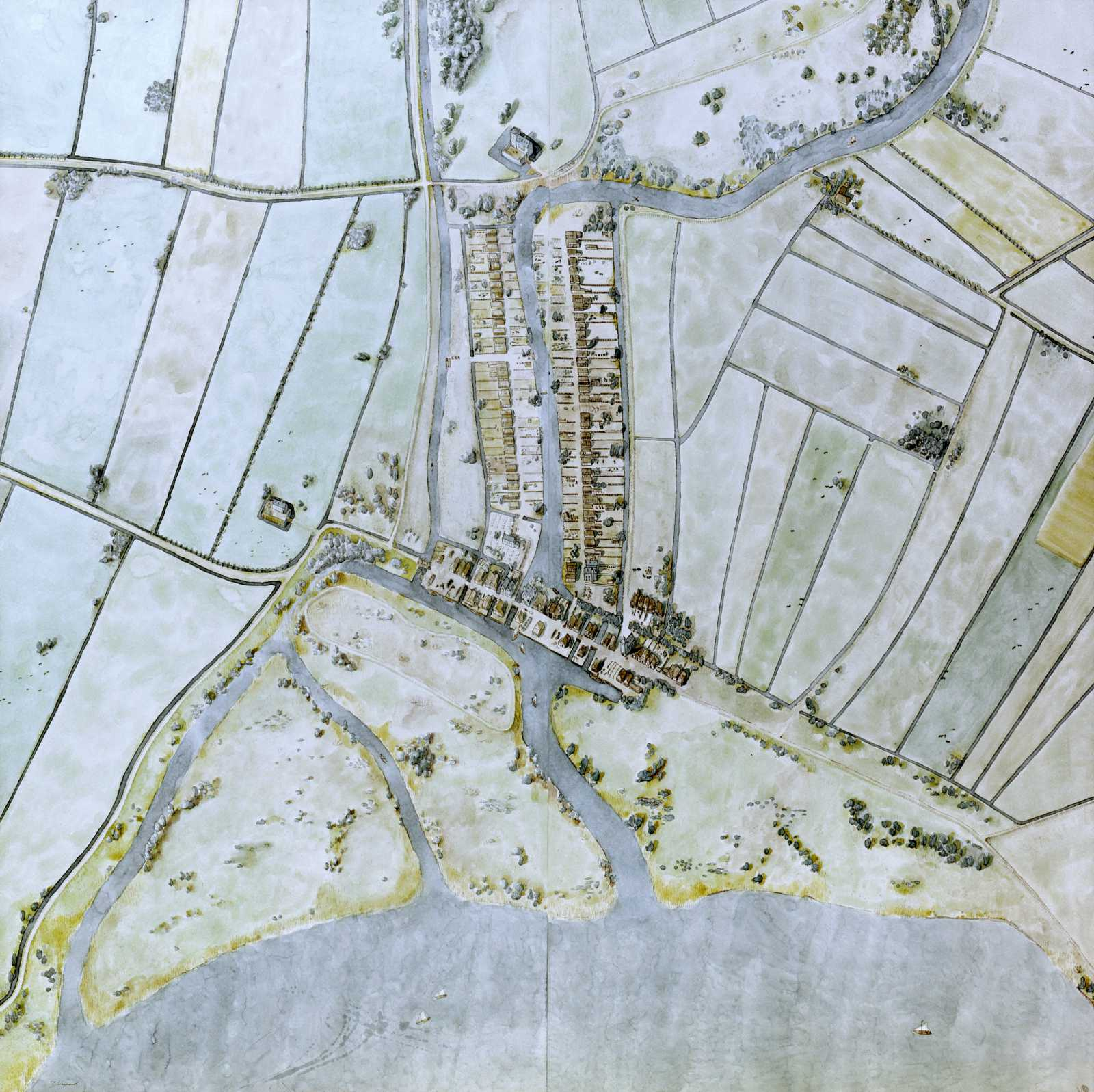
Reconstructiekaart van Rotterdam in 1340, gemaakt door Weynand en Hoek

De Geschiedenis van Rotterdam als stad strekt zich uit over ongeveer acht eeuwen. Rond 1270 wordt er een dam in de Rotte aangelegd. De nederzetting daar groeit, en Rotterdam krijgt in 1340 definitief stadsrechten. De groei zet gestaag door, en aan het einde van de 17de eeuw is Rotterdam de tweede stad van de Republiek.
De grootste ontwikkeling maakte de stad mee door de opening van de Nieuwe Waterweg in 1872. Daardoor kon Rotterdam verder groeien, en tussen 1962 en 2004 is de haven de grootste ter wereld. Vanaf de jaren 80 groeit de werkeloosheid (door automatisering van de haven), samen met andere maatschappelijke problemen. Maar dan begint ook de herontwikkeling van oude havengebieden tot nieuwe stadswijken, wat leidt tot de opening van de Erasmusbrug in 1996.

## Voorgeschiedenis
In een document uit 1028 wordt gesproken over de kerk van de nederzetting Rotta. De nederzetting lag op de oevers van de Rotte (langs de huidige Binnenrotte). Op die kleiige rivieroevers werden terpen opgeworpen en boerderijen gebouwd. Vanuit daar konden de bewoners het achterliggende veenland ontwateren en ontginnen. Waarschijnlijk gebeurde dit al vanaf de 9de eeuw. Naast akkerbouw en veeteelt werd ook internationale handel bedreven. Archeologische opgravingen vonden maalsteenfragmenten uit de Eifel, munten van het Heilige Roomse Rijk, en aardewerk uit België en Duitsland. Door de veenontginning daalde de bodem, waardoor terpen opgehoogd en boerderijen herbouwd moesten worden. Na 1050-1060 is Rotta waarschijnlijk verlaten doordat de inklinkende bodem steeds natter werd en last kreeg van heftige overstromingen.

## Vroege geschiedenis

### Middeleeuwen

#### Ontstaan
In de 12e eeuw wordt er een zeedijk aangelegd om het Schieland en Delfland te beschermen tegen de Noordzee, die hier in de monding van de Maas vrij spel heeft. Deze dijk, Schielands Hoge Zeedijk, volgt het tracé Westzeedijk – Schiedamsedijk – Hoogstraat – Oostzeedijk – Groenedijk. Rond 1270 wordt in de Rotte een dam gelegd, op die dam wordt de Hoogstraat gebouwd. Rond deze dam ontstaat een nederzetting waar men in eerste instantie leeft van visserij. Al snel wordt het ook een handelsplaats en ontstaan de eerste havens, zoals het Steiger en de huidige Oude Haven.

#### Stadsrechten
Op 17 maart 1299 krijgt Rotterdam stadsrechten van graaf Jan I van Holland, naar model van de stadsrechten van Beverwijk. Dit was op verzoek van Jan I’s voogd Wolfert van Borselen. Na september 1299 worden de Rotterdamse stadsrechten weer ingetrokken door de nieuwe voogd (en latere graaf) Jan II van Avesnes. Op de achtergrond speelde een machtsstrijd over het graafschap Holland. De strijd voert tussen Hollandse en Zeeuwse adel en het Huis Avesnes. De steden Schiedam en Dordrecht steunden Van Avesnes. Met de Rotterdamse stadsrechten wilde Wolfert van Borselen een steunpunt in de regio maken, en ook zijn persoonlijke inkomen vergroten. Om Schiedam te omzeilen en Rotterdam vrije toegang tot Delft en Leiden te bieden liet Wolfert ook een nieuw kanaal graven vanuit Rotterdam. Uiteindelijk wordt deze Rotterdamse Schie pas rond 1350 voltooid. Lang na het overlijden van Wolfert van Borselen in augustus 1299.

Hierna valt de nederzetting Rotterdam uiteen in twee ambachten (bestuursgebieden) met verschillende leenheren. Ten westen van de Rotte het Bokelsambacht, ten oosten een grafelijk ambacht. Toch is er ontwikkeling in de nederzetting. En in 1328 krijgt het oostelijke ambacht enkele grafelijke privileges voor zelfstandig bestuur en rechtspraak. Na 1334 komt ook het Bokelsambacht weer in handen van de graaf van Holland. 

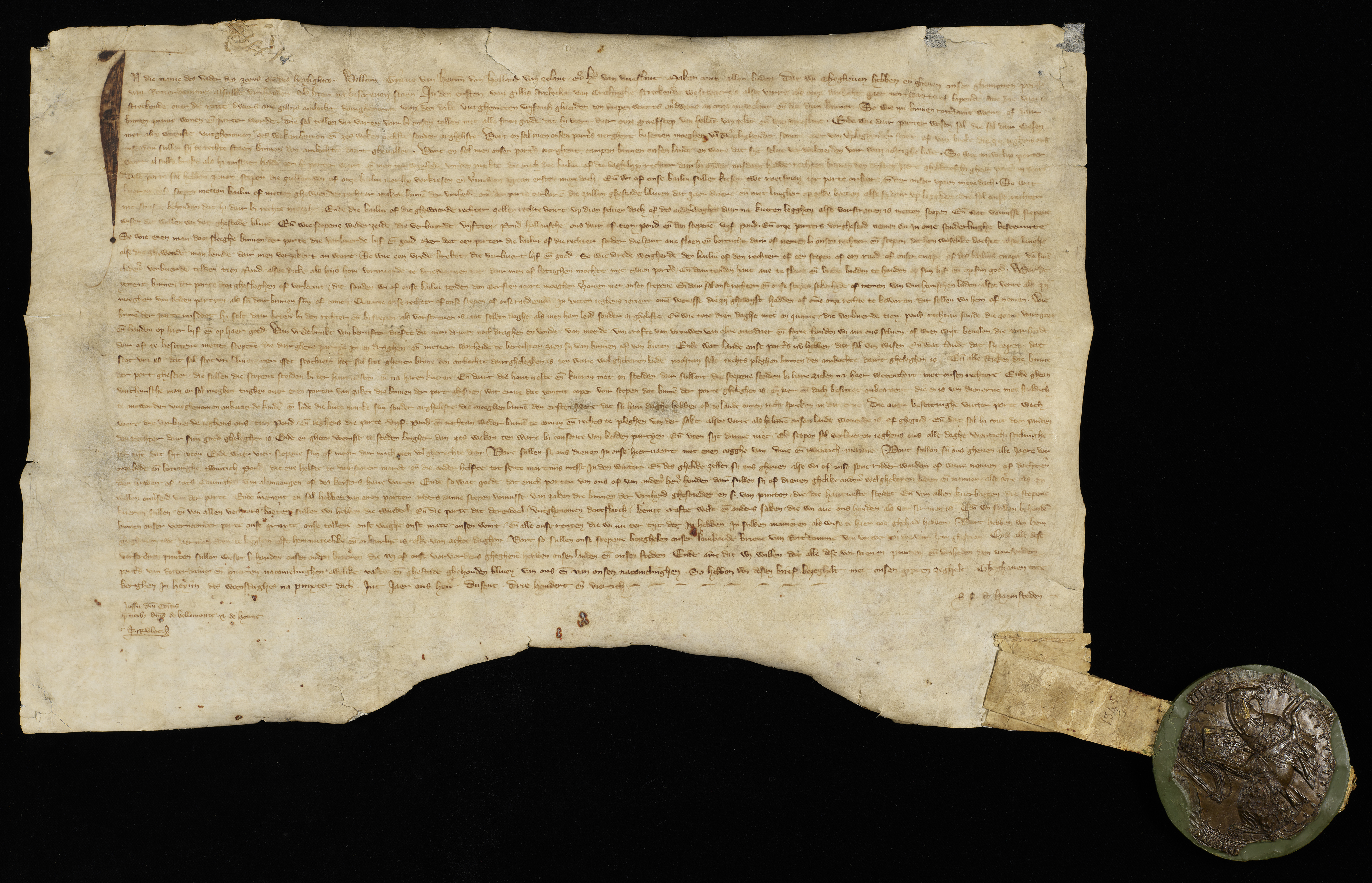
Oorkonde met de verlening van stadsrechten in 1340

Op 7 juni 1340 verleent graaf Willem IV van Holland Rotterdam definitief stadsrechten. Rotterdammers betalen Willem IV hiervoor 100 pond zilveren groten (een munteenheid). De stadsrechten bestonden uit 34 artikelen met de nieuwe rechten en plichten van Rotterdam, onder andere:
- uitgebreide bevoegdheden voor bestuur en rechtspraak, waaronder het recht om keuren (verordeningen) uit te vaardigen,
- toestemming voor twee jaarmarkten per jaar, vrijstelling van grafelijke tol en van sommige belastingen,
- het leveren van een kogge met 25 man als heervaart, en het recht van de graaf op 2/3 van opgelegde boetes.[6][1]

Andere Hollandse steden krijgen al eerder stadsrechten. Zoals Dordrecht (voor 1220), Delft (1246) en Leiden (voor 1266). Rotterdam hoort bij de derde verstedelijkingsgolf in Nederland. Net als Gouda (1272), Schiedam (1275) en Brielle (1330). Allen havensteden die zich ontwikkelen door een positie langs vaarroutes met goede toegang tot zee. De ontwikkelingsvoorsprong van de andere Hollandse steden heeft de Rotterdamse stadsgroei aanvankelijk ingeperkt. Dordrecht en diens stapelrecht beheersen de Europese handelsroutes in de regio. Delft en Leiden hebben een stedelijke nijverheid die exporteert naar andere landen. In de loop van de 14de eeuw heeft Rotterdam vooral een lokale functie en economie.

#### Ontwikkeling vanaf 1340
Vanaf 1340 wordt ook de Rotterdamse Schie voltooid, een vaarverbinding met de Schie. Dat levert lucratieve handel op en een langdurige serie conflicten met de stad Delft. In 1358 geeft graaf Albrecht van Beieren toestemming om verdedigingswerken rondom Rotterdam te bouwen. Dat begint met het aanleggen van vestingsingels en houten palissades rondom de stad. De vestingsingels liepen langs de huidige Coolsingel, Warande, Blaak en Nieuwehaven. Geleidelijk worden deze vestingsingels versterkt met een stenen stadsmuur. Begin 1500 is de stadsmuur rondom Rotterdam voltooid.

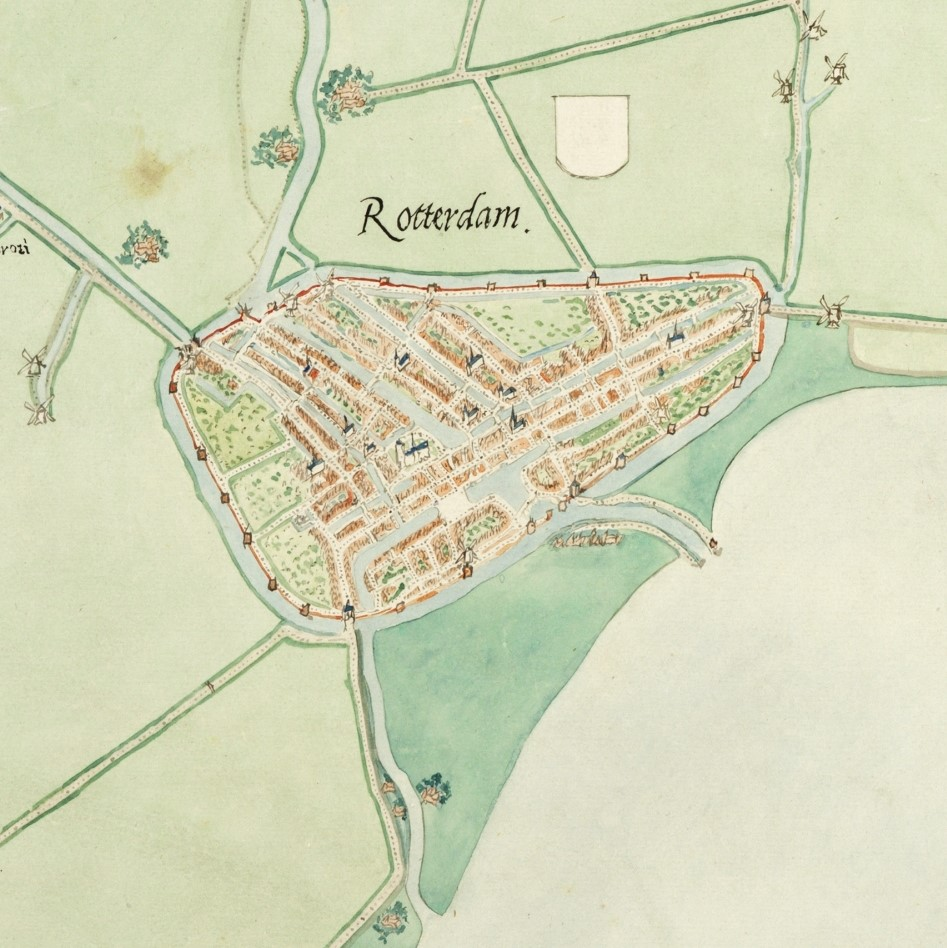
Kaart van Rotterdam rond 1560, gemaakt door Jacob van Deventer

Jonker Frans (van Brederode) heeft tijdens de Hoekse en Kabeljauwse twisten tussen 1488 en 1490 voor Rotterdam een belangrijke rol gespeeld. Door de oorlogen was de positie van Rotterdam als zijn uitvalsbasis in vergelijking met de omliggende steden enorm versterkt. Zo had het nabijgelegen Delft door hem al zijn schepen verloren en Gouda de helft van de huizen. Dankzij Jonker Frans werd Rotterdam definitief een stad van betekenis in Holland.
Rond 1500 wordt het ommuurde stadsgebied verkleind. In plaats van de Warande is de Goudsesingel nu de noordoostgrens. Tussen 1449 en 1525 bouwt men de laat-gotische Laurenskerk. In het middeleeuwse Rotterdam is dit het enige stenen gebouw. Het is een ambitieus project, Rotterdam bestaat in die tijd uit ongeveer 1200 huizen. De Rotterdammers willen wedijveren met omliggende, grotere steden als Delft (met Delfshaven), Dordrecht en Schiedam.
In 1563 valt het oosten van de stad ten prooi aan een grote stadsbrand. Vanaf 1575 wordt de ommuurde stad weer uitgebreid. Nu richting het zuiden, met de groei van de Waterstad. Het gebied tussen Hoogstraat, Schiedamse Singel en de Nieuwe Maas.

### Opstand en Republiek 1572-1795
In 1572 werd Rotterdam geplunderd door troepen van de stadhouder van de Spaanse koning, de graaf van Bossu. De Bestorming van Rotterdam werd geleid door Bossu via de Oostpoort tussen 7 en 9 april 1572. In 1573 kiest de stad de kant van de Opstand. De stad had toen ongeveer 10.000 inwoners. Johan van Oldenbarnevelt, die van 1576 tot 1586 raadpensionaris van de stad was, kreeg in 1579 bij de Staten van Holland gedaan, dat het middeleeuwse stapelrecht van Dordrecht werd ingetrokken. Schepen konden nu doorvaren naar Rotterdam zonder hun vracht in Dordrecht over te laden. In 1581 kreeg de stad zelf zitting in de Staten.

Kaart van Rotterdam rond 1694, door De Vou & De Hooghe

Aan het eind van de 16e eeuw liet Van Oldenbarnevelt de Rotterdamse haven verder uitbouwen, waardoor de grondslag werd gelegd voor de belangrijke plaats die deze stad zich in de zeehandel zou verwerven. Bij de volkstelling van 1622 was het aantal inwoners gegroeid tot ongeveer 20.000. Tegen het eind van de 17e eeuw zouden het er zelfs 50.000 zijn. Rotterdam is dan de tweede stad van de Republiek.
Desondanks breidde de stad zich niet uit buiten zijn wallen en singels. De min of meer driehoekige ruimte tussen Coolsingel, Goudsesingel en de Nieuwe Maas bedroeg niet meer dan 140 hectare, dus de stad was werkelijk overbevolkt. Pas na 1825 zou zij zich buiten deze enge grenzen gaan uitbreiden.
Door het plaatsen van een standbeeld van Hendrick de Keyser wordt in 1622 een van Rotterdams beroemdste zonen, Erasmus geëerd. Dit beeld, het oudste bronzen standbeeld van Nederland, staat nog altijd naast de Laurenskerk.

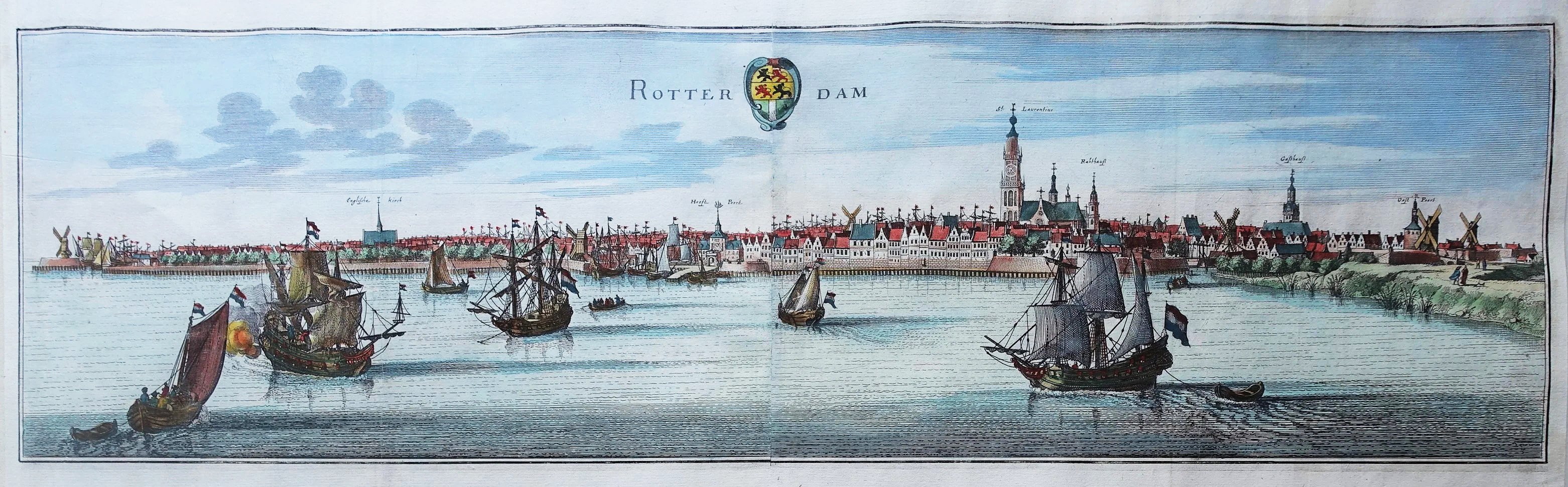
Panorama van Rotterdam, door C. Merian, omstreeks 1659.

In 1690 vond in de stad het Kostermanoproer plaats. Enkele adelborsten kochten voor een feestje een vat wijn op een illegaal adres, ter vermijding van het betalen van impost. Toen ze werden betrapt ontstond een relletje, waarbij de adelborst Kosterman een verrader doodsloeg. Hij werd op last van baljuw Van Zuylen van Nijevelt door marteling tot een bekentenis gedwongen en onthoofd, waarna de bevolking in opstand kwam en het huis van de baljuw plunderde en sloopte. Van Zuylen werd door het stadsbestuur geschorst, maar na een grondig onderzoek door stadhouder Willem III in zijn functie hersteld terwijl zes leden van het stadsbestuur werden ontslagen.

### Bataafs-Franse tijd 1795-1813
Tijdens de Franse inval in 1795 wordt het prinsgezinde stadsbestuur afgezet. Voor het eerst komen er openbare verkiezingen van het stadsbestuur. Naast bestuurlijke veranderingen zijn er in de Bataafs-Franse Tijd ook maatschappelijke ontwikkelingen in Rotterdam. Zo is er de oprichting van de eerste nutsonderwijs-basisschool in 1796 en vijf jaar later die van een kweekschool (lerarenopleiding). In 1803 volgt de oprichting van de Rotterdamse Kamer van Koophandel, als vertegenwoordiger en aanjager van het bedrijfsleven van de stad.

## Van bescheiden havenstad tot wereldhaven: 1813–1940

Kaart van Rotterdam rond 1839, door L.F. Temminck uitgegeven

### Periode 1813-1860
Mede door het Continentaal stelsel was de Rotterdamse economie ingestort. Eind 1813 krijgt de stad weer vrije toegang tot de wereldhandel, en kunnen stad en haven beginnen te herstellen.p:29
De haven krijgt een extra impuls door de introductie van de stoomboot. In 1823 is de oprichting van de Nederlandsche Stoomboot Maatschappij (NSbM). Vanuit Rotterdam pioniert die met stoomaangedreven lijndiensten, met lijnen binnen Nederland, naar de Duitse steden langs de Rijn, en een lijndienst naar Londen. In 1825 richt de NSbM het Etablissement Fijenoord op, voor de reparatie en bouw van stoomschepen.p:29 Dit is het begin van de scheepsbouwindustrie in Rotterdam-Zuid. 

De koloniale economie is belangrijk voor Rotterdam. De oprichting van de Nederlandsche Handels-Maatschappij (NHM) in 1824, en de invoering van het cultuurstelsel in 1830 jagen de groei aan van de haven en de stadseconomie. De Rotterdamse redersfamilie Van Hoboken speelt hier een belangrijke rol in.p:54-56

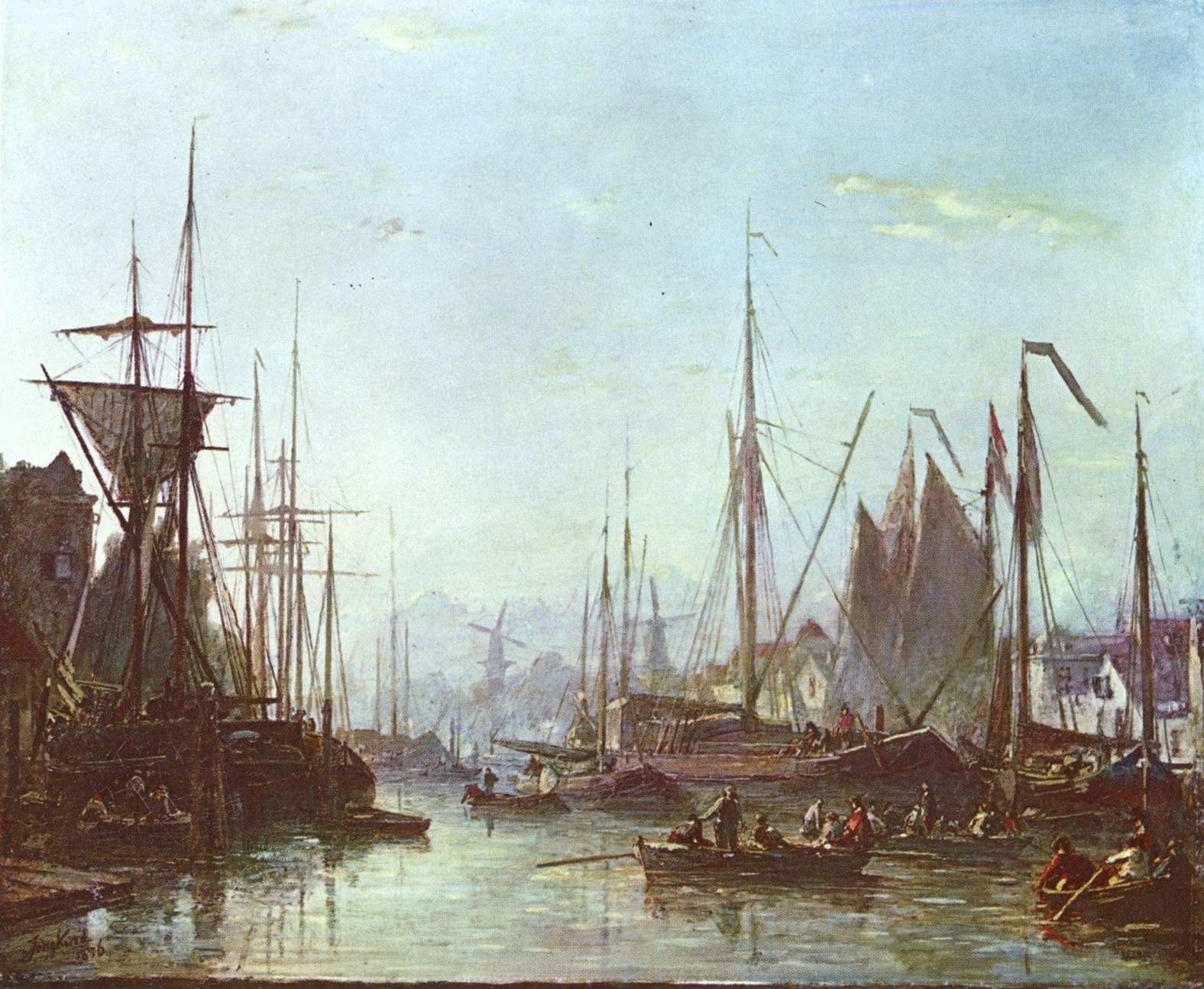
Rotterdam (1856) door
Johan Jongkind (1819–1891)

Vanaf 1830 ontstaat er in de haven een groeiend tekort aan ligplaatsen voor schepen, waardoor er discussie begint over  uitbreiding van de haven. Die komt uiteindelijk in het westen langs de Nieuwe Maas. Tussen 1847 en 1854 worden de kades en havens van het huidige Scheepvaartkwartier aangelegd. Ook de Boompjes wordt veranderd in havengebied, door de bouw van een voor zeeschepen geschikte kademuur. Stadsarchitect W.N. Rose is  nauw betrokken bij deze uitbreidingen. Wanneer in 1853 de nieuwe Boompjeskade gedeeltelijk instort moet Rose aftreden, hoewel hij als adviseur betrokken blijft bij de stad.p:70-73 Als laatste wordt in 1858 de Oosterkade voltooid. Hiermee is alle geschikte ruimte in de stad en langs de rivier gebruikt. Daarmee begint de discussie voor nieuwe uitbreidingen op de zuidelijke maasoever.
In 1847 krijgt Rotterdam een eerste treinverbinding, een spoorlijn naar Den Haag en Amsterdam. De Hollandsche IJzeren Spoorweg-Maatschappij (HIJSM) exploiteert deze lijn. In 1848 opent de HIJSM het (eerste) Station Rotterdam Delftsche Poort. In 1855 opent er ook een spoorlijn naar Utrecht en het Duitse spoornet. Deze lijn werd geëxploiteerd door de Nederlandsche Rhijnspoorweg-Maatschappij (NRS). In 1858 opent de NRS Station Rotterdam Maas. In 1855 opende ook de spoorlijn van Antwerpen naar Moerdijk, waar reizigers overstapten op een raderstoomboot naar Rotterdam. Zo werd de stad ook verbonden met het Belgische spoornet. Een directe spoorverbinding met Antwerpen was nog niet mogelijk. Mede omdat de Rotterdamse weerstand tegen een brug over de Nieuwe Maas nog te groot was.

#### Aanleg van de Nieuwe Waterweg
De directe vaarroutes van Rotterdam naar zee liepen tot de jaren 1740 rondom het eiland Rozenburg. Na 1740 verzandde deze routes en werden ze onbevaarbaar. Sindsdien moesten schepen via het Haringvliet of via de Grevelingen naar de Dordtse Kil varen, om via de Oude Maas de Nieuwe Maas en Rotterdam te bereiken. Een grote omweg. Als oplossing liet de Rijksoverheid tussen 1827 en 1829 het Kanaal door Voorne graven. Schepen konden nu van het Haringvliet dwars door het eiland Voorne varen, naar de Brielse Maas. Het kanaal was echter geen definitieve oplossing. De kanaalsluizen veroorzaakten veel extra reistijd. Ook was de beperkte grootte van de sluizen een belemmering voor de steeds grotere (stoom)schepen. Daarbij was de ondiepe zeemonding van het Haringvliet lastig te passeren en begon deze zeemonding verder te verzanden. Schepen bleven daardoor afhankelijk van de lange route via de Grevelingen.

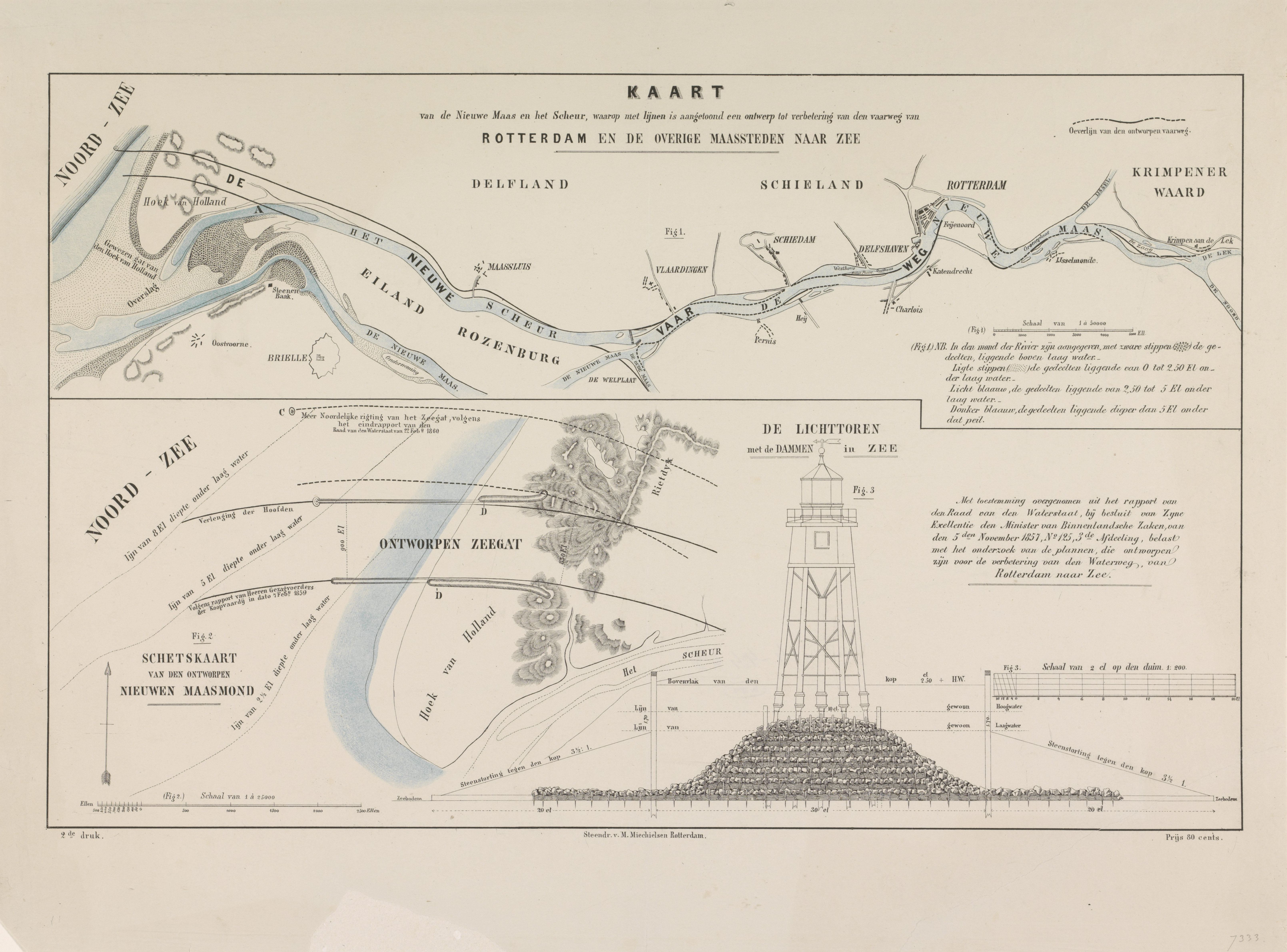
Ontwerptekeningen voor de Nieuwe Waterweg, door de waterstaatscommissie van 1857.

De moeilijke toegang tot zee was een groot probleem voor de positie van Rotterdam als internationale haven. In 1857 stelde de minister van Binnenlandse Zaken een commissie van waterbouwkundigen aan om oplossingen te onderzoeken. Commissiesecretaris en civiel ingenieur Pieter Caland stelde een ambitieus plan voor om een nieuwe directe verbinding met de Noordzee te graven. Het plan was om een kanaal door de Hoek van Holland te graven, daar ook havenhoofden aan te leggen en om tot aan Krimpen ingrepen in de rivierarmen te doen. Daardoor moest de natuurlijke waterstroom van het getij het kanaal vanzelf op diepte houden en verzanding voorkomen.
In januari 1863 gaf de Rijksoverheid  opdracht tot aanleg van de Nieuwe Waterweg. Het graven van de doorsteek door de Hoek van Holland begon in In 1866. Het getij had daarna nog een paar jaar nodig om meer diepte uit te schuren. In oktober 1872 voer de Richard Young als eerste koopvaardijschip door de Nieuwe Waterweg naar Rotterdam.
Verzanding bleef echter een probleem. Na 1876 liep de kleinste vaardiepte terug tot 3,2 meter. Om dat te verhelpen werd begonnen met extra baggerwerk. Maar de Tweede Kamer kon het niet eens worden over het betalen van definitieve reparatiewerkzaamheden, en het baggeren stopte. In 1881 was het aantal grote zeeschepen dat de Nieuwe Waterweg passeerde tot 10 gedaald. En in 1882 besloot de Rotterdamse NASM (later bekend als de Holland-Amerika Lijn) hun vier grootste oceaanstomers uit te laten wijken naar Amsterdam. De Rotterdamse gemeenteraad nam uiteindelijk het initiatief. En gaf de opdracht om weer te starten met baggeren, mede betaald door de gemeente. Het baggeren ging nu met de nieuwe centrifugaalpomp-techniek van sleephopperzuigers. Mede daardoor kwam de Nieuwe Waterweg weer op bevaarbare diepte. In 1884 maakten 965 zeeschepen gebruik van het kanaal. En in 1886 bereikte de vaargeul een diepte van 6,5 meter bij laagwater, de gestelde eis.p:35-39p:65-70

### Periode 1860-1914
De stad wordt op twee manieren uitgebreid: door de bouw van nieuwe wijken en door het (deels) annexeren van omliggende gemeenten. Aan het begin van de 19e eeuw begon de uitbreiding door nieuwbouw buiten de oude stadswallen. In het westen komen er de nieuwe wijken Cool (vanaf 1820) en het Tweede Nieuwe Werk (vanaf 1840). In het noorden raken Crooswijk (vanaf 1864) en het Oude Noorden (vanaf 1870) bebouwd.

#### Sprong naar Zuid en Luchtspoor
In 1863 komt de gemeenteraad tot een principebesluit over stadsuitbreiding op de zuidelijke Maasoever, op het eiland Feijenoord. Onder druk van de Rijksoverheid worden de plannen uitgebreid met een spoorverbinding door Rotterdam naar Dordrecht en Antwerpen. Hiervoor is spoorbrug over de Nieuwe Maas en een spoorviaduct dwars door de stad nodig. Ondanks veel weerstand van de Rotterdamse elite gaat de gemeenteraad in 1868 akkoord met het nieuwe (spoor)plan. Maar de financiering van de uitbreiding is nog niet rond, er is een tekort van 6 miljoen gulden voor de aanleg van nieuwe havens. Als antwoord brengt prominente Rotterdammer Lodewijk Pincoffs private financiers samen. Die richten in 1872 de Rotterdamsche Handelsvereeniging (RHV) op, voor de ontwikkeling en exploitatie van nieuwe havens op Feijenoord.

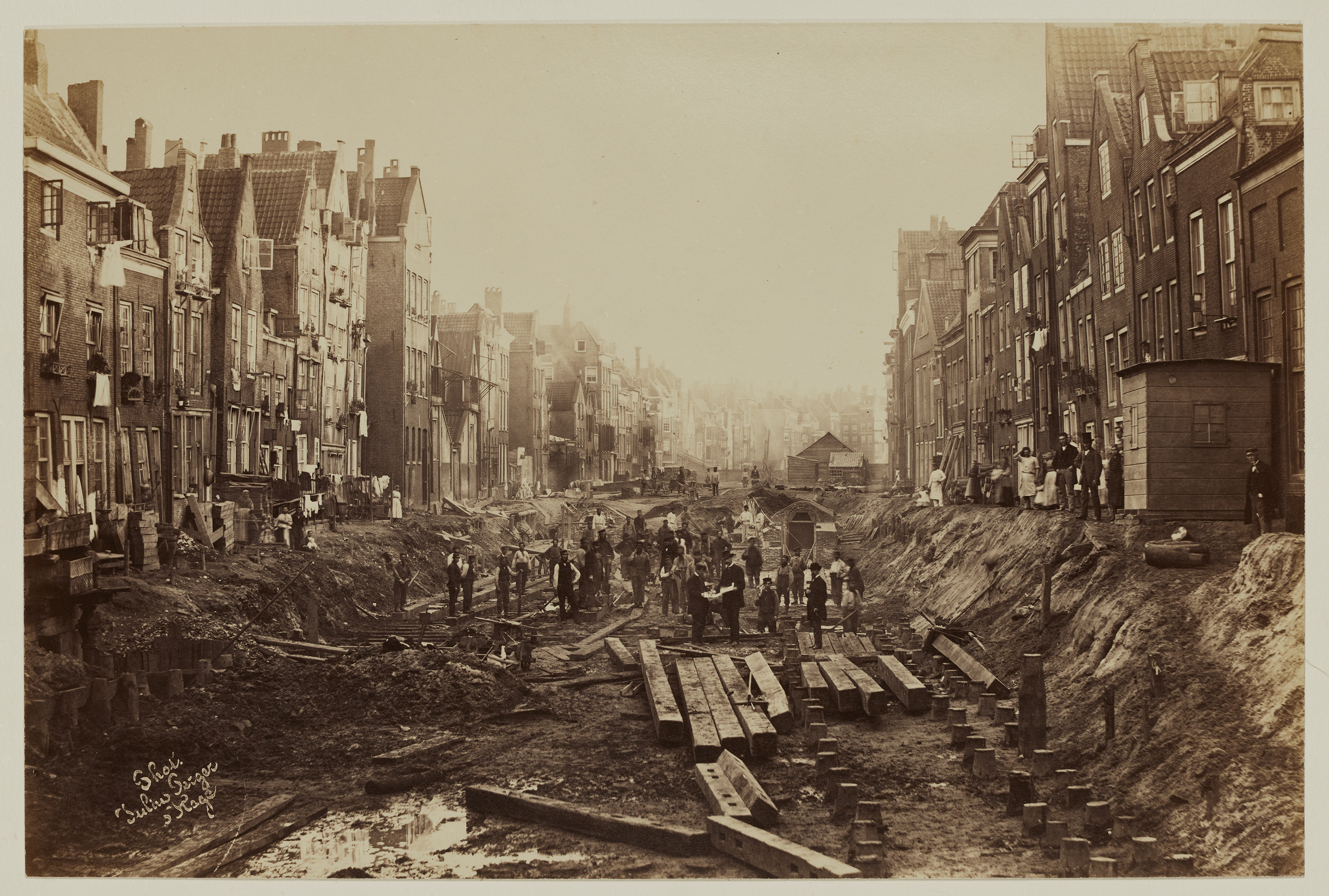
Funderingswerk voor het Luchtspoor in de gedempte Binnenrotte in 1871.

In 1869 annexeert Rotterdam delen van gemeenten IJsselmonde, Katendrecht en Charlois. Daarna begint realisatie van de uitbreiding op Feijenoord. Door het graven van de Koningshaven ontstaat het Noordereiland. De RHV legt de Binnenhaven en de Entrepothaven aan. Daaromheen bouwt de RHV een modern ommuurd havencomplex, met (entrepot)loodsen, hydraulische havenkranen en het Poortgebouw. In 1877 opent de spoorverbinding van Antwerpen naar Rotterdam. Via de Willemsspoorbrug, Station Beurs en het Luchtspoor(viaduct) rijden treinen dwars door de stad naar het nieuwe Station Delftse Poort. In 1878 opent de Willemsbrug, voor het stadsverkeer over de Nieuwe Maas.
In 1879 openen de havenfaciliteiten van de RHV. In hetzelfde jaar is er een groot schandaal. Pincoffs heeft veel geld van de RHV gebruikt voor zijn verliesleidende Afrikaansche Handelsvereeniging en gefraudeerd met de boekhouding. Halsoverkop ontvlucht Pincoffs Nederland. Hij laat een miljoenenschuld achter, en wordt later bij verstek veroordeeld tot gevangenisstraf. Ook de RHV-havens hebben het moeilijk. Weinig schepen leggen er aan en ook het entrepot maakt verlies. De financiële problemen zijn niet op te lossen en in 1882 verkoopt de RHV haar havencomplex aan de gemeente. Voor het beheer en verhuur van deze havenfaciliteiten wordt de Gemeentelijke Handelsinrichtingen opgericht (voorloper van het Havenbedrijf Rotterdam).p:39-48p:73-88

#### Stadsgroei 1880-1914

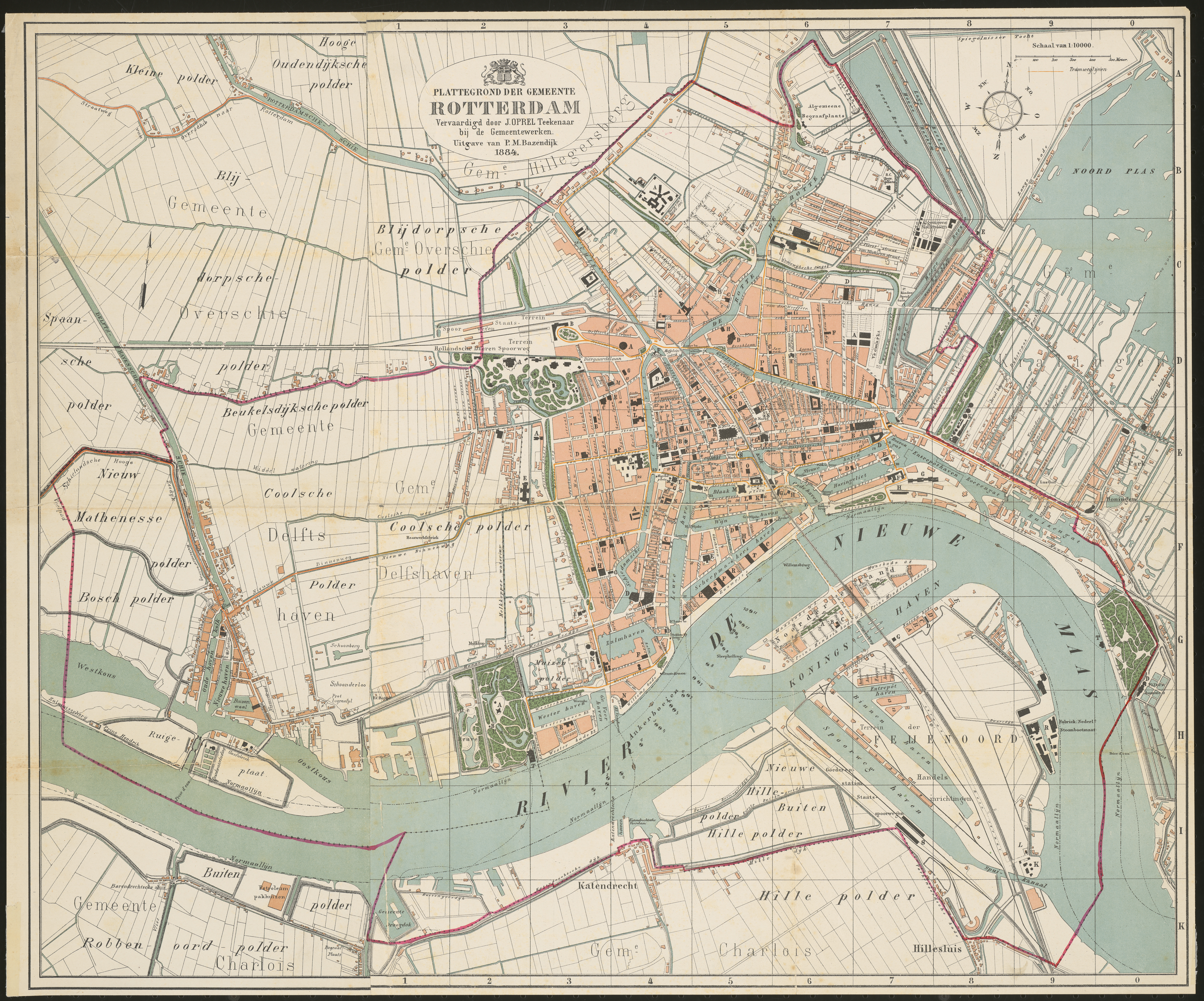
Kaart van Rotterdam rond 1884, door J. Oprel

Ten westen van Rotterdam bevond zich een speculatiebouwwijk (nu bekend als het Oude Westen) op grondgebied van de gemeente Delfshaven. Na de annexatie van Delfshaven (1886) groeit de stad verder naar het westen. Met als eerste de aanleg van Middelland vanaf 1887. Ten oosten van de stad wordt in 1895 Kralingen geannexeerd, en vervolgens verder uitgebouwd. In dat jaar worden ook Charlois (inclusief Katendrecht) en een deel van Overschie ingelijfd bij Rotterdam. Tussen 1880 en 1900 is de bevolking snel gegroeid, van 160.000 naar 315.000 inwoners.
Ook de havens worden in hoog tempo uitgebreid, mede onder invloed van directeur Gemeentewerken G.J. de Jongh. Dat gebeurt tegelijkertijd op Zuid voor bulkgoed (de Rijnhaven en de Maashaven) en in het Westen voor stukgoed (o.a. in het huidige Lloydkwartier en het Vierhavensgebied). In navolging van de nieuwe havens komen er in West ook nieuwe uitbreidingswijken: Bospolder-Tussendijken (vanaf 1910), het Nieuwe Westen (vanaf 1914) en Spangen (vanaf 1917).
Aangetrokken door de werkgelegenheid van de nieuwe havens, verhuizen veel boeren, vooral uit Noord-Brabant en Zeeland, naar de stad. De heersende landbouwcrisis versterkt dit effect. Voor de nieuwkomers worden snel rijen goedkope woninkjes in elkaar gezet, vooral op zuid, op de linker-Maasoever, die daardoor al snel de boerenzij wordt genoemd.

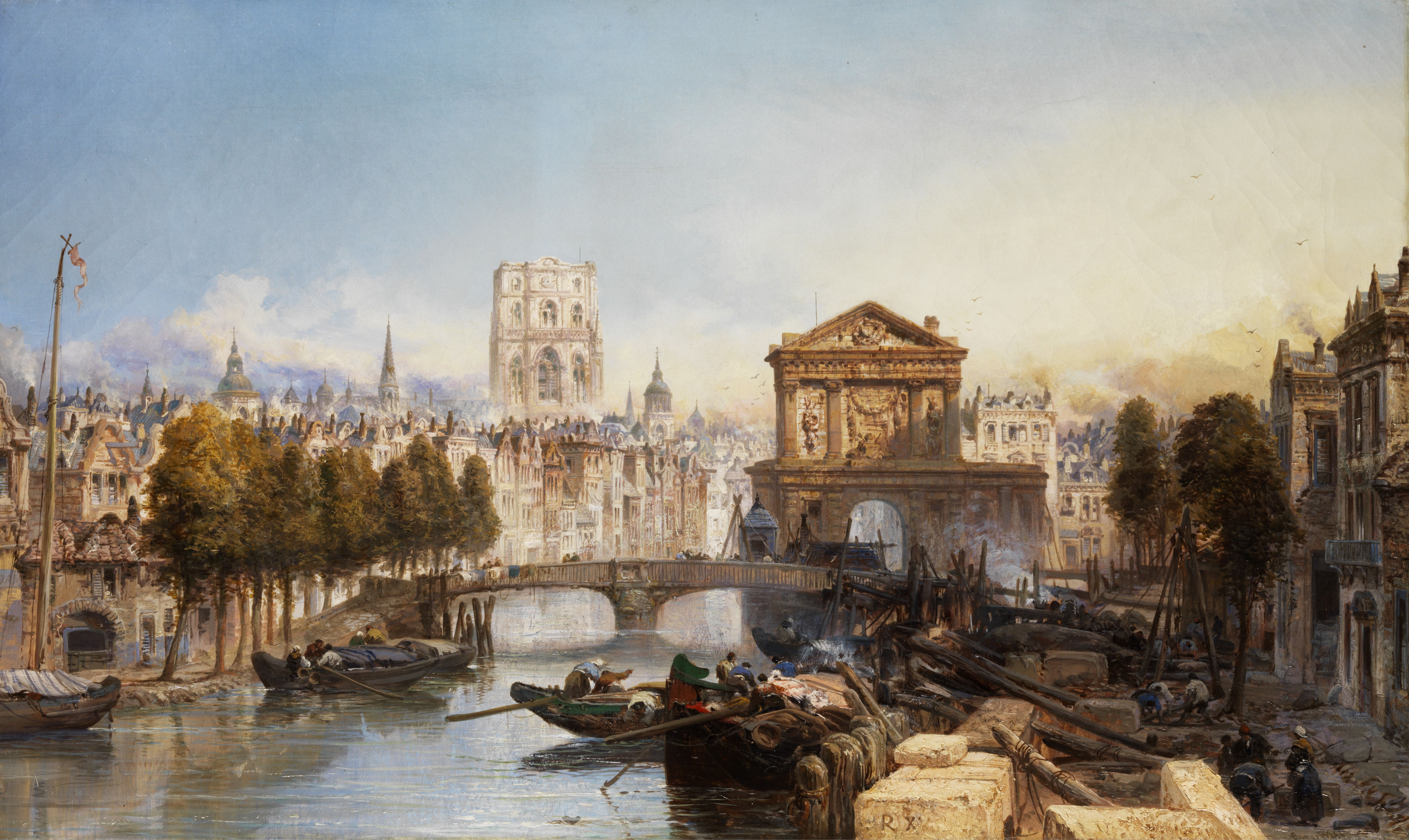
Rotterdam (voor 1895) James Webb (1825–1895)
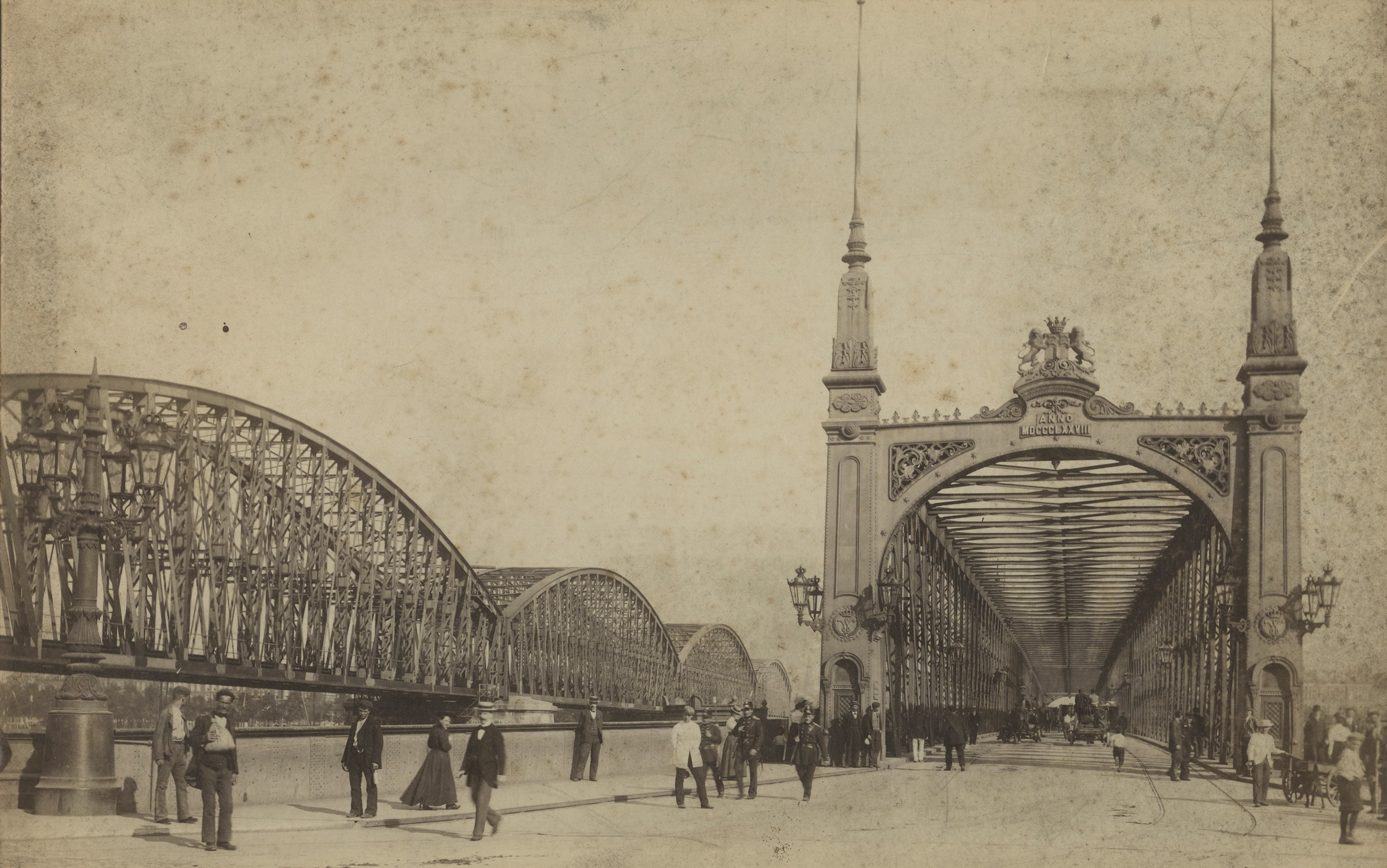
Willemsspoorbrug en Willemsbrug omstreeks 1885
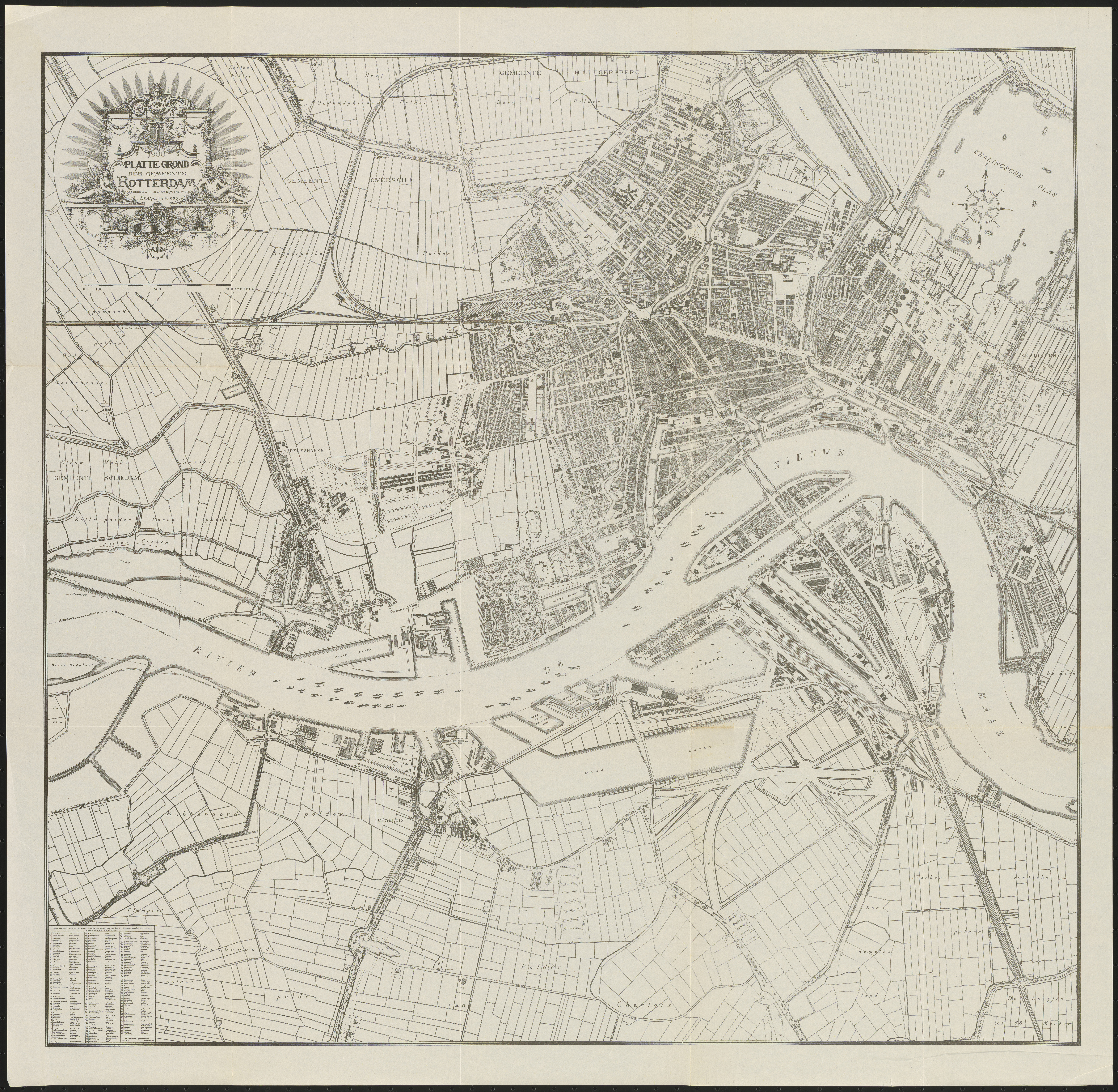
Kaart van Rotterdam in 1900, door Gemeentewerken.

### Impact van de Eerste Wereldoorlog: 1914–1918

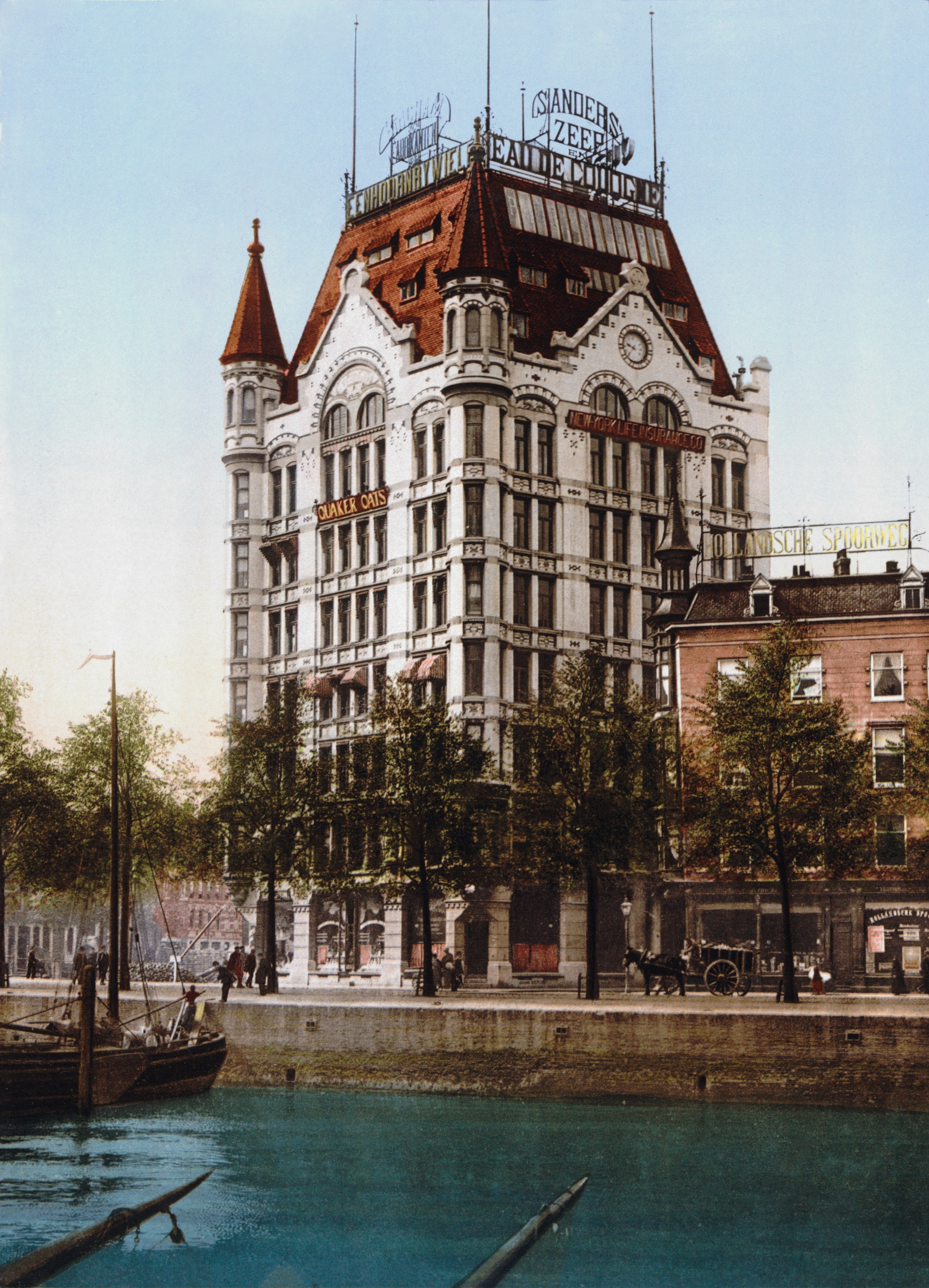
Het Witte Huis omstreeks 1900

Tijdens de Eerste Wereldoorlog ontwikkelt de stad zich tot het belangrijkste centrum voor internationale spionage. Door de Nederlandse neutraliteit, de nabijheid van zowel Duitsland, Engeland (veerdiensten) als bezet België en het Westfront kiezen zowel Duitse als Britse geheime diensten, zoals MI6, de stad als basis voor spionage in elkaars land. De Duitsers houden kantoor in het Witte Huis, de Britten in een kantoor aan de Boompjes 76. De controle van de buitenlandse geheim agenten komt te liggen bij de chef van de Rivierpolitie inspecteur François van 't Sant.
De haven komt door de oorlog grotendeels stil te liggen. Ook wordt de stad een toevluchtsoord voor Belgische vluchtelingen, Duitse deserteurs en ontsnapte Russische krijgsgevangen. Van die laatste groep strijken er zo'n 5.000 neer in Rotterdam en het aangrenzende Schiedam. Het aantal Belgische vluchtelingen fluctueert van 23.000 in het begin van de Eerste Wereldoorlog tot 9.000 aan het einde in november 1918.
Na socialistische revoluties in Rusland en Duitsland wil de angstige burgemeester Alfred Rudolph Zimmerman in november 1918 de macht aan de socialisten overdragen. Pieter Jelles Troelstra, leider van de Sociaal Democratische Arbeiders Partij, komt hierop naar Rotterdam en roept op 11 november tijdens een toespraak in het Verkooplokaal de arbeiders op tot revolutie. De oproep leidt tot niets en komt bekend te staan als de Vergissing van Troelstra.

### Stadsgroei 1914-1940
Ondanks de oorlog gaat de stadsgroei door. In 1914 wordt Hoek van Holland ingelijfd. Op Zuid komen de uitbreidingswijken Hillesluis, Bloemhof, de Tarwewijk en Vreewijk (vanaf 1917). In 1920 zal de bevolking zelfs al iets boven de 500.000 inwoners bedragen. In het westen verrijzen de nieuwe wijken het Witte Dorp (vanaf 1922) en Oud-Mathenesse (na 1930). In 1933 worden Pernis en Hoogvliet geannexeerd.
Het centrum van Rotterdam krijgt ondertussen steeds meer allure. De stadswallen zijn al enige tijd geleden afgebroken, maar de singels en oude binnenhavens liggen er deels nog. Deze worden nu grotendeels gedempt om meer ruimte te maken, onder meer voor het sterk toegenomen verkeer. Havenbaronnen en de gemeente investeren in prestigieuze gebouwen.
Tussen 1913 en 1922 wordt de Coolvest gedempt en de Zandstraatbuurt gesloopt. Hier wordt de ruime Coolsingel-boulevard gerealiseerd. Met een nieuw stadhuis en een monumentaal hoofdpostkantoor. Ook komt er ruimte voor vooruitstrevende architectuur. De opening van warenhuis de Bijenkorf in 1930, naar een ontwerp van de beroemde architect Dudok trekt maar liefst 70.000 mensen naar de Coolsingel. En tussen 1936 en 1940 wordt het modernistische nieuwe Beurs gebouw gerealiseerd.
Het bruisende uitgaansleven rond de Schiedamsedijk is wijd en zijd bekend. De grote revues gaan in Rotterdam in première. De bioscopen zitten vol. Jazz is zeer populair. Rotterdam is in deze tijd een dynamische, internationaal georiënteerde stad.

## Het bombardement en de bezetting: 1940–1945

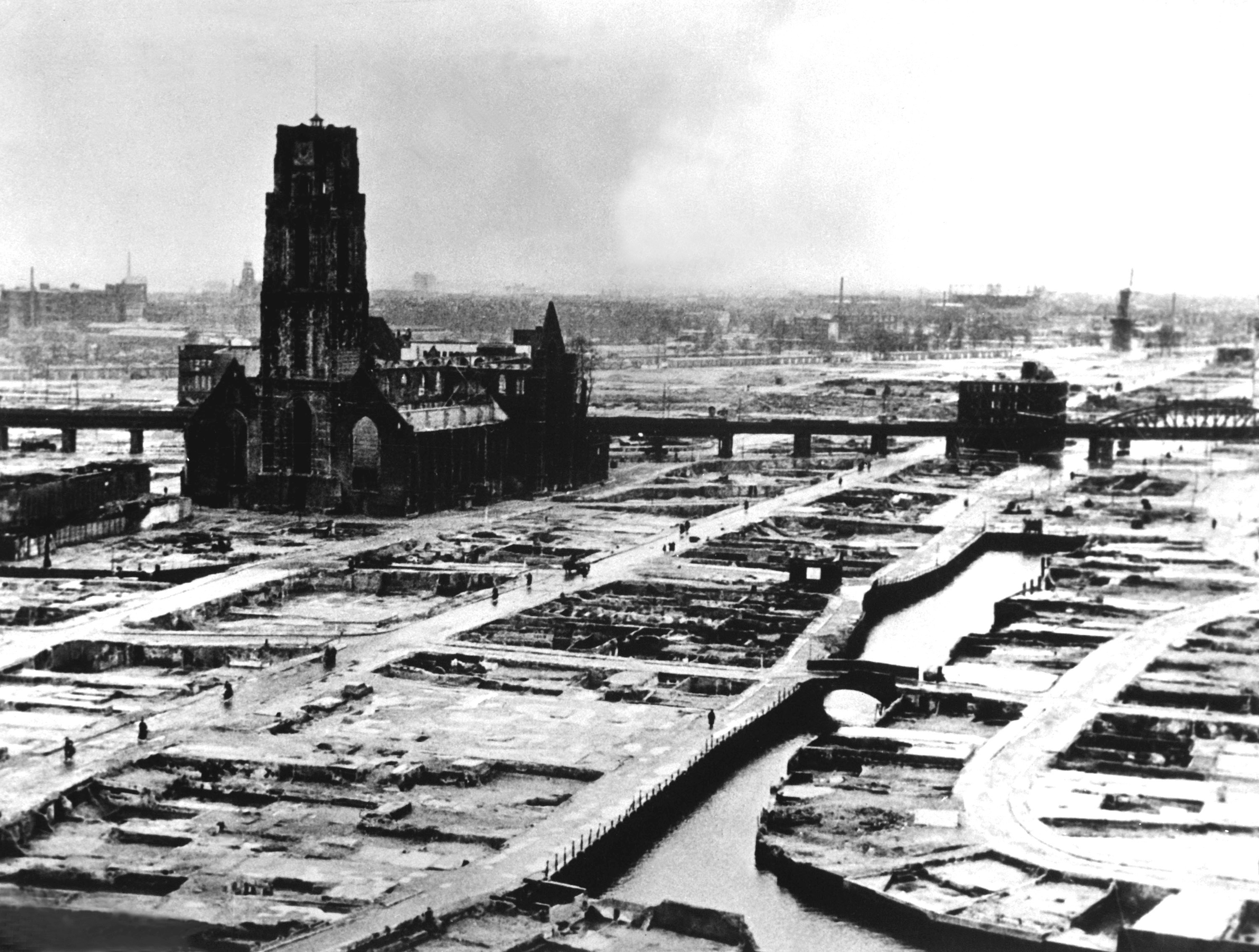
Rotterdam na het bombardement van 1940 met de ruïne van de Laurenskerk

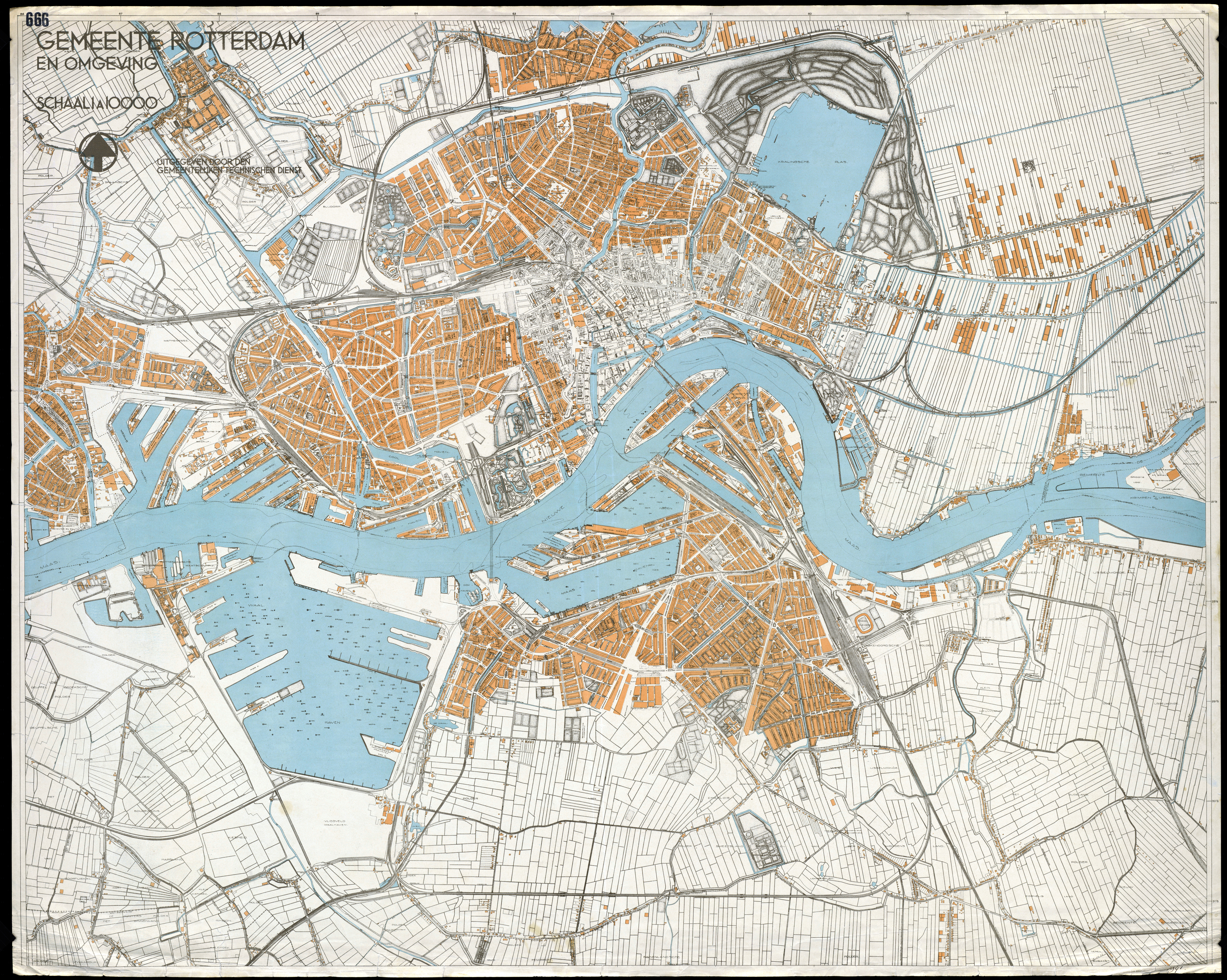
Kaart van Rotterdam in 1940, met de verwoesting van het bombardement ingetekend

Alles verandert op 14 mei 1940. Nederland is op dat moment al vier dagen in oorlog. Reeds op de eerste dag landen er vele Duitse parachutisten op Rotterdam-Zuid. Ook het Noordereiland is bezet in de strijd om de Maasbruggen. Het Nederlandse leger houdt echter de Maasbrug voortdurend onder schot, waardoor het de Duitsers niet lukt om het centrum te bereiken. Na enkele hevige gevechten rond de brug sturen de Duitsers een onderhandelaar. Er wordt gedreigd met de vernietiging van de stad. De Duitsers blijken weinig geduld te hebben: om het verzet te breken, niet alleen in Rotterdam maar in heel Nederland, besluiten de nazi's om hun dreigement uit te voeren.
De bommenregen, die vroeg in de middag plaatsvindt, duurt slechts een kwartier, maar de vernietigende uitwerking ervan is gigantisch, mede door de brand die ontstaat. Vrijwel het gehele centrum van Rotterdam is na het bombardement veranderd in een smeulende puinhoop. Meer dan 24.000 woningen worden in de as gelegd. Ongeveer 800 mensen vinden de dood en 80.000 Rotterdammers zijn dakloos geworden. Als de Duitsers de volgende dag dreigen om op dezelfde manier ook Utrecht plat te gooien, is dit reden genoeg voor de capitulatie.

Tegelijk met de Duitse bezetting begint ook het puinruimen. De Schie, ter hoogte van de huidige Schiekade, en de Blaak worden gedempt met het vele puin.
De oude Willemsbrug is vernield. Het is, behalve de Hefbrug voor treinverkeer die niet verwoest is, de enige brug over de Maas en deze moet dus snel worden hersteld. Op 14 februari 1942 wordt de Maastunnel geopend. De bouw hiervan was begonnen in 1937. Het is de eerste autotunnel van Nederland.
Tijdens de bezettingstijd volgt ook de laatste grote annexatieronde. In 1941 worden in één klap de gemeenten Hillegersberg, Schiebroek, het resterende deel van Overschie, Kralingseveer en IJsselmonde bij Rotterdam gevoegd.
Op 31 maart 1943 bombarderen de geallieerden bij vergissing een deel van Delfshaven, waarbij nog eens minstens 417 mensen sterven. Ook de hongerwinter (1944–1945) eist in Rotterdam vele levens.
Op 10 en 11 november 1944 wordt er een grote razzia gehouden waarbij circa 50.000 mannen tussen 17 en 40 werden weggevoerd. Op de avond voor de razzia wordt Rotterdam omsingeld door 8000 Duitse soldaten, worden alle belangrijke bruggen en pleinen bezet en het telefoonverkeer afgesloten; een belangrijke verzamelplaats was De Kuip. De razzia werd systematisch uitgevoerd waardoor ontsnappen nauwelijks mogelijk was. Van de opgepakte Rotterdamse en Schiedamse mannen vertrokken er circa 20.000 te voet richting Utrecht, 20.000 werden per Rijnaken afgevoerd en 10.000 per trein. Van hen werden circa 10.000 man tewerkgesteld in het oosten van Nederland, de rest ging naar Arbeitslagers in Duitsland.

## Tweede helft 20ste eeuw 1945-2000

### De wederopbouw: 1945–1970
Na de oorlog begint de wederopbouw langs de lijnen van het Basisplan voor de Wederopbouw van Rotterdam. In een drang naar vernieuwing en modernisering worden veel beschadigde gebouwen niet hersteld, maar gesloopt, zoals het gebouw van de Bijenkorf van Dudok.
In de jaren 50 is de wederopbouw in volle gang. Rotterdam krijgt het imago van 'werkstad' en ontwikkelt zich tot een toonbeeld van moderniteit. In 1953 vindt de opening van de Lijnbaan plaats, de eerste autovrije winkelstraat in Europa. Het vooruitstrevende ontwerp van architectenbureau Van den Broek en Bakema trok internationaal veel aandacht. Ook het Groothandelsgebouw opent in 1953, het hypermoderne bedrijfsverzamelgebouw verlicht het grote tekort aan bedrijfsruimte na het bombardement. Naast het Groothandelsgebouw opent in 1957 het nieuwe Centraal Station, ontwerpen door Sybold van Ravesteyn.

Ter gelegenheid van de eerste Floriade richt men in 1960 de Euromast op. Samen met het beroemde beeld 'de verwoeste stad' van Ossip Zadkine wordt de Euromast hét symbool van het naoorlogse Rotterdam. In 1970 maakt men de Euromast nóg hoger door er een Space Tower op te zetten, waarmee de totale hoogte op 185 meter komt.

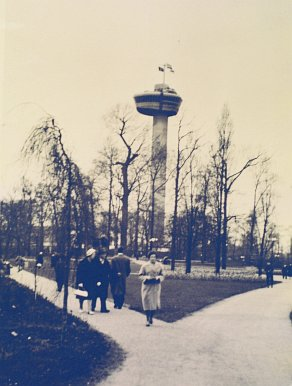
Euromast rond 1960

#### Stadsuitbreiding en metro
Ter leniging van de woningnood stampen de gemeente en bouwondernemingen in hoog tempo nieuwe wijken uit de grond. Eerst verschenen in de jaren 40 en 50 de wijken Zuidwijk, Pendrecht en Kleinpolder. Later in de jaren 60 volgden Lombardijen, Groot-IJsselmonde en Het Lage Land en in de jaren 70 en 80 verschenen Ommoord,  Zevenkamp en Beverwaard. Stedenbouwkundige Lotte Stam-Beese speelt hierin een belangrijke rol.
Vanaf 1960 begint de aanleg van de metro, die in 1968 geopend wordt als eerste metro in Nederland. Hiermee worden de wijken 'op zuid' verbonden met het centrum. In 1970 vindt nabij Zuidplein opening van de nieuwe Ahoy-hallen plaats.

#### Grootste haven ter wereld
Tegelijk met het herstel van de havens ontwikkelt men ook plannen om stad en havengebied los te koppelen. Dit wil men bereiken door nieuwe havengebieden aan te leggen in de richting van de zee. Achtereenvolgens legt men ten zuiden van de Nieuwe Waterweg het Botlekgebied, Europoort en de Maasvlakte aan, met enorme tankopslagcapaciteit voor ruwe olie. In Pernis, Rozenburg en verder westwaarts verrijzen grote raffinaderijen. De havenactiviteiten groeien nu zo snel dat de Rotterdamse haven in 1962 het predicaat 'grootste ter wereld' krijgt. 

### De jaren 70 en 80
In juni 1970 vind in Rotterdam het 'Europese antwoord op Woodstock' plaatsvindt: het Holland Pop Festival in het Kralingse Bos. Met optredens van beroemde bands als Jefferson Airplane, Santana, The Byrds en Pink Floyd en een regenbui. Even tevoren is Rotterdam ook al op sportief gebied op de kaart gezet, als Feyenoord als eerste Nederlandse club de Europa Cup wint. Met deze twee gebeurtenissen treedt er een nieuw tijdperk aan. De tijd van uitsluitend werken aan de wederopbouw is voorbij. Aan de economische voorspoed komt een einde door de oliecrisis. 
De samenstelling van de oude stadswijken veranderd in korte tijd . De huizen in de vooroorlogse wijken zijn overvol, slecht onderhouden en missen basale voorzieningen zoals een bad. Mensen die het betalen kunnen, vertrekken naar de nieuwe voorsteden of de randgemeenten. In de oude stadswijken komen veel 'gastarbeiders' te wonen, aanvankelijk uit Spanje en Italië, maar in de jaren 70 vooral uit Turkije en Marokko. 
Mede door het tekort aan goede huizen komt het in augustus 1972 tot rellen in de Afrikaanderwijk op Zuid, eerst tegen gastarbeider-pensions en daarna ook tegen een etnische groep. De samenleving reageert geschokt, en na enige jaren lijkt de onrust te zijn gesust. 
Rotterdam verandert in een multiculturele samenleving waarin naast autochtonen, veel mensen wonen uit Turkije, Marokko, Suriname en de Nederlandse Antillen. Tevens ontstaat er een Kaapverdische gemeenschap in Rotterdam. 

#### Drugsproblematiek
Een ander nieuw fenomeen dat de in deze tijd de kop op steekt, is het drugsprobleem. Het begint met softdrugs en een enkele coffeeshop eind jaren 70. Al snel krijgt de stad te maken met mensen die verslaafd raken aan zware drugs als heroïne en cocaïne. Begin jaren 80 komt er op het Delftseplein, voor het gebouw van de PTT een methadonbus te staan. Dit culmineerde in 1987 in het project Perron Nul van dominee Hans Visser van de Pauluskerk.

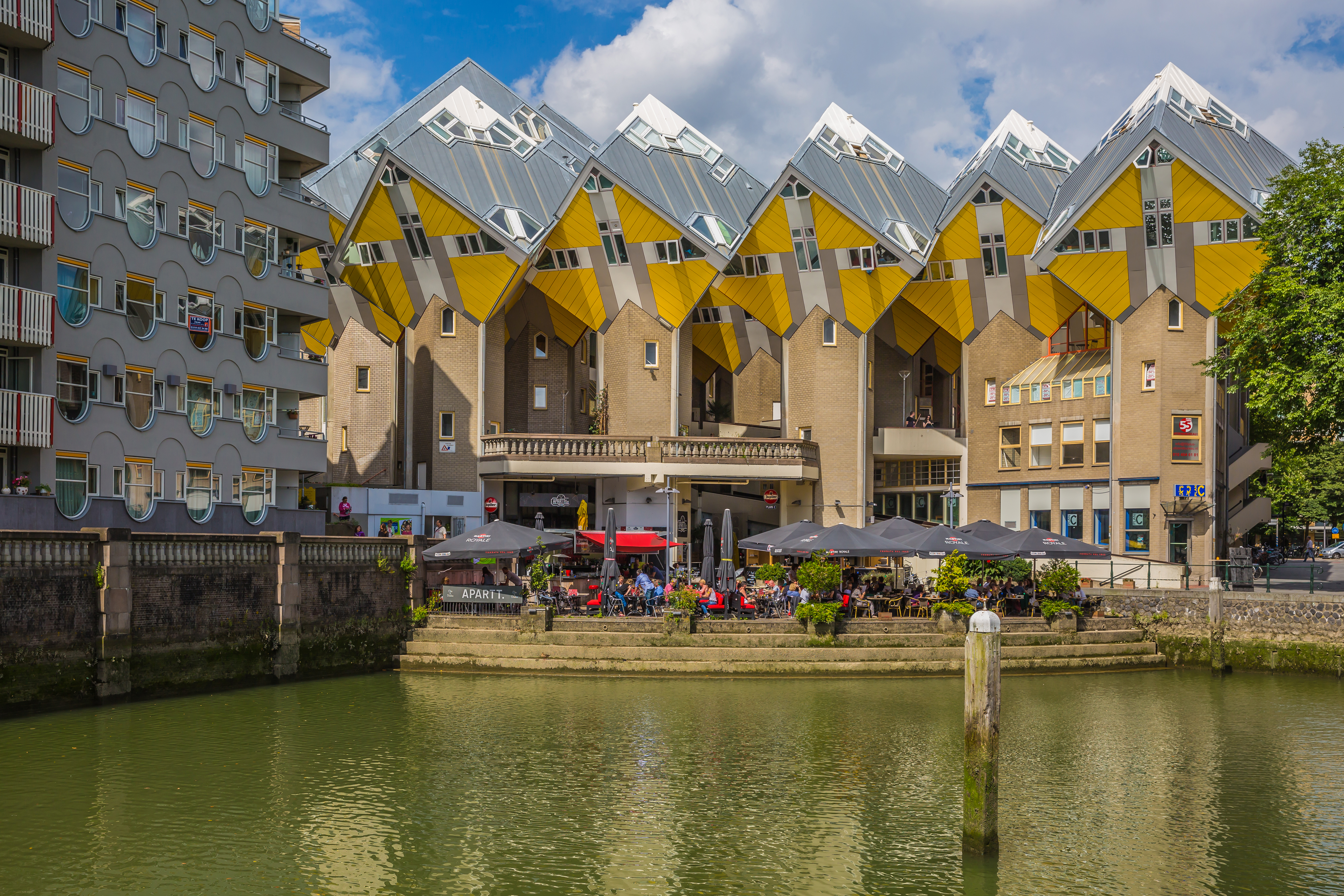
Kubuswoningen aan de Oude Haven in 2018

#### Architectuur en stedenbouw
In de jaren 80 komen nieuwe toonaangevende gebouwen gereed. In 1981 opent de nieuwe Willemsbrug, zo ontworpen dat de Oude Haven gespaard blijft. Tussen 1982 en 1984 openen de kubuswoningen van Piet Blom. Het stedenbouwkundig ontwerp ervan wil een kleinschalige veilige omgeving creëren. In 1982 wordt ook de 'De Peperklip van Carel Weeber opgeleverd. In 1983 opent de nieuwe Centrale Bibliotheek. Als onderdeel van de revitalisering van de centrumhavens opent in 1986 het nieuwe gebouw van het Maritiem Museum. In 1988 opent de nieuwe schouwburg, in de volksmond beter bekend als 'de kist van Quist', als vernoeming naar de architect Wim Quist. 

### De verrijzenis vanManhattanaan de Maas: de jaren 90
Het gemeentebestuur en de Rotterdammers zoeken naar manieren om van het kale, kille imago af te komen. Bij een wereldstad hoort ook cultuur. De eerste pogingen verlopen echter moeizaam. De viering van het 650-jarig bestaan van de stad loopt uit op een mislukking.

#### Stedenbouw

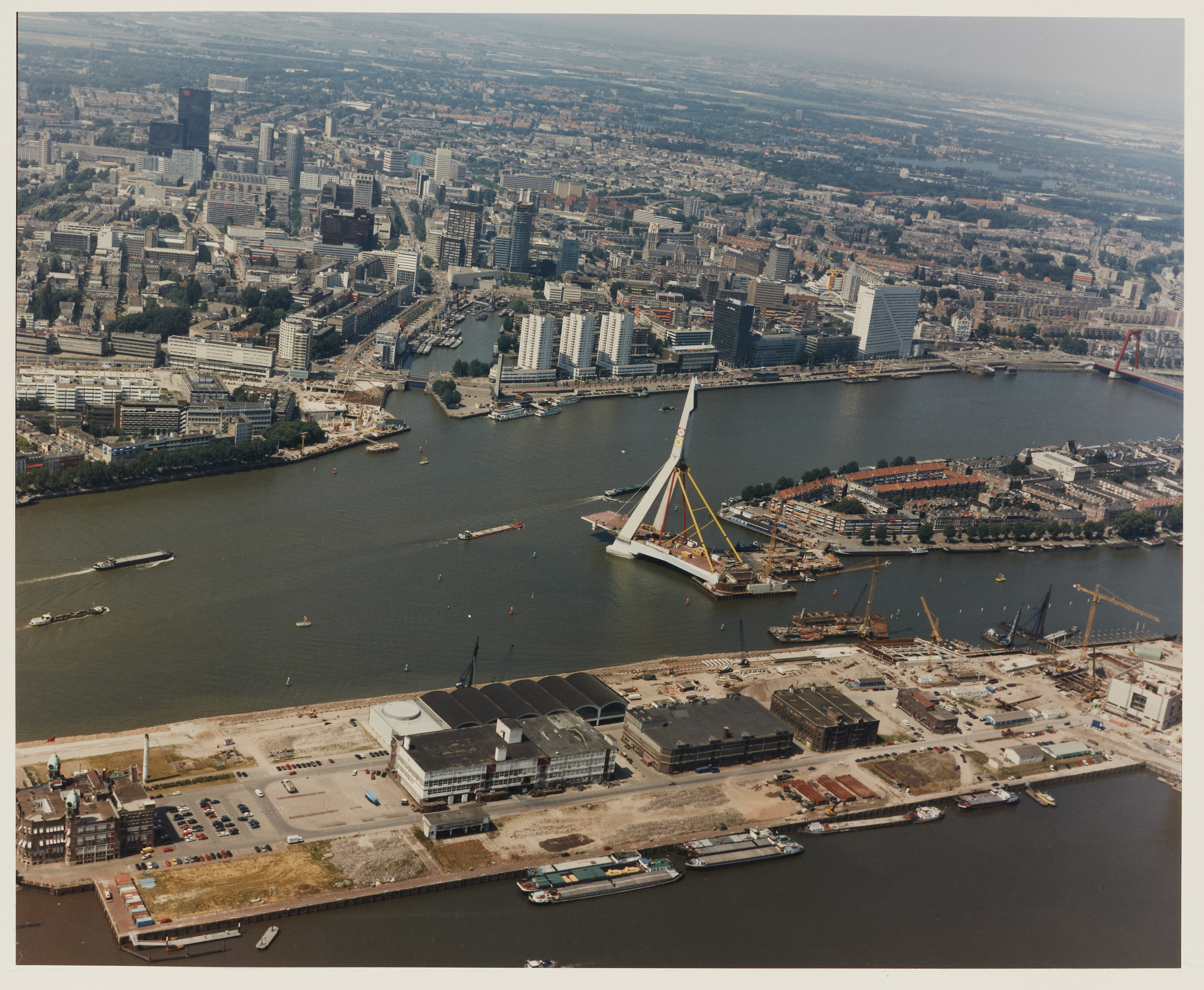
De Erasmusbrug in aanbouw, op de voorgrond de Wilheminapier, in 1995

Een grote stap wordt gezet met de bebouwing van het Weena, in het hart van de stad. In de jaren 70 werden alle plannen om hoogbouw te plegen nog tegengehouden door het stadsbestuur, dat traditioneel werd gedomineerd door de Partij van de Arbeid. Hoger dan het Hilton mocht niet. Het Shell-gebouw naast het Hofplein werd in die dagen door wethouder Hans Mentink laatdunkend aangeduid als 'een erectie van het kapitaal'. Nu wordt dus eindelijk het groene licht gegeven voor hoogbouw. In enkele jaren tijd gaat de skyline van Rotterdam er in deze periode heel anders uitzien.
Een ander megaproject (uitgevoerd vanaf 1994) is de Kop van Zuid. Het betreft een ambitieus woon- en werkgebied op de zuidoever. Vooral de Erasmusbrug, gebouwd in 1993–1996, wordt een 'uithangbord' van de nieuwe flair van Rotterdam. Het noorden en zuiden van de stad worden tot één geheel gesmeed. Aan de zuidkant van de brug staan onder meer het nieuwe Luxor Theater en de rechtbank.

#### Stadsprovincie Rijnmond en deelgemeenten
In 1995 wordt er serieus gesproken over het opheffen van Rotterdam. Onder aanvoering van burgemeester Bram Peper wil men de stad opdelen in een aantal kleine delen, die tezamen de stadsprovincie Rijnmond zouden moeten uitmaken. Het idee is dat een metropool als de Rijnmond, met de grootste haven ter wereld, beter bestuurd kon worden over de gemeentegrenzen heen, als een stadsprovincie. Rotterdam zou daarbij dus moeten worden opgedeeld. Volgens deskundigen is dat geen gekke gedachte. Echter, het idee dat Rotterdam zou worden opgeheven gaat er bij veel Rotterdammers niet in. Men strijdt voor een referendum en als dit er komt is de uitslag overduidelijk: bijna 90 procent van de stemmers verwerpt het plan. Daarop wordt het wetsvoorstel ingetrokken. Rotterdam houdt aan deze tijd nog wel de deelgemeenten over, die al eerder waren opgericht, mede ter voorbereiding op de vorming van de stadsprovincie.
In 1998 wordt burgemeester Bram Peper benoemd tot minister van Binnenlandse Zaken. Het afscheid van de stad is bijzonder wrang vanwege de bonnetjes-affaire.

## Rotterdam in de 21ste eeuw

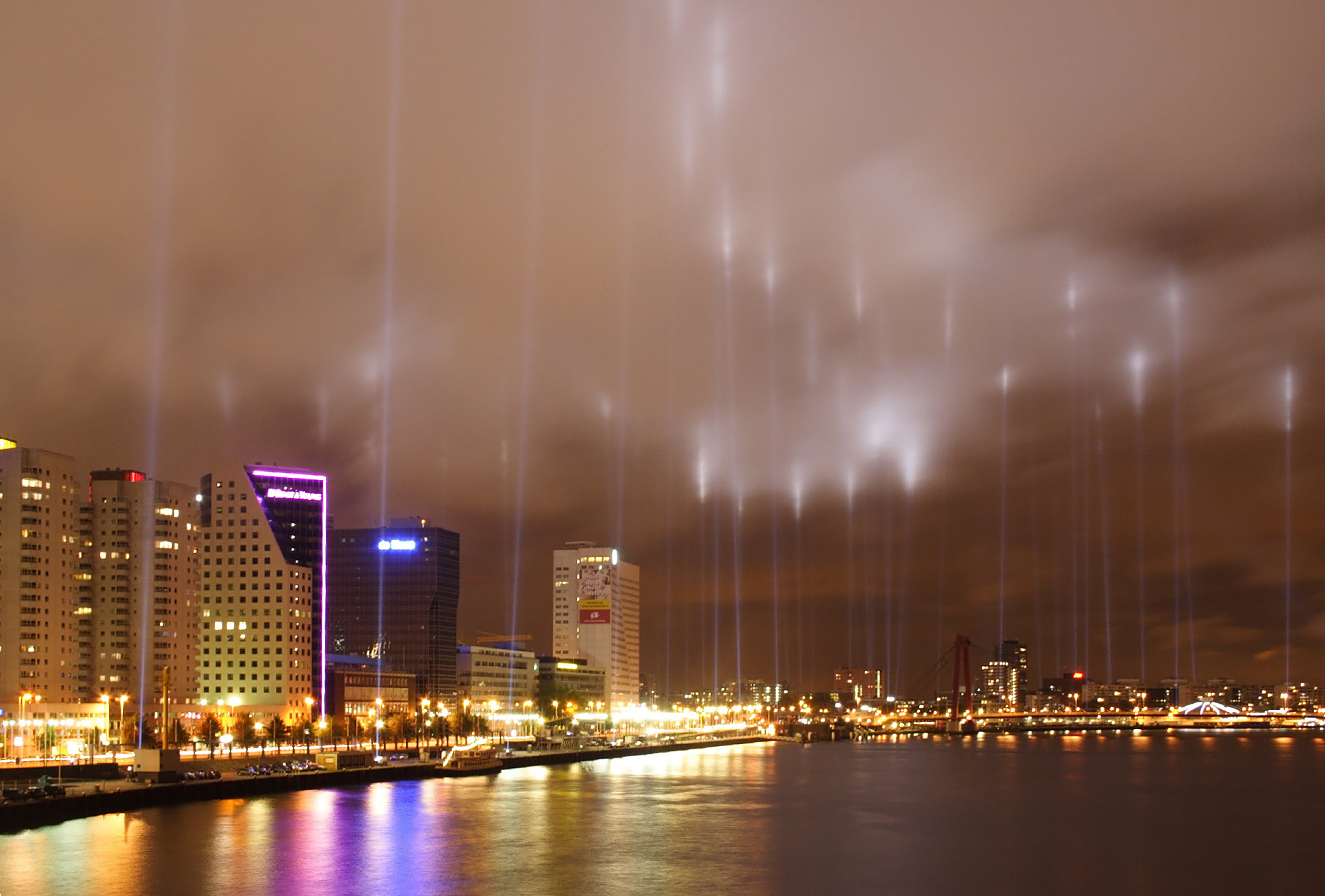
Herdenking op 14 mei 2007 van de brandgrens bij het bombardement van 1940

### Gemeentepolitiek 2000-2014
De gemeenteraadsverkiezingen van 6 maart 2002 luiden een nieuwe fase in de geschiedenis van Rotterdam in. Het zijn bijzonder tumultueuze verkiezingen. Leefbaar Rotterdam is pas drie maanden voor de verkiezingsdatum ingeschreven, maar onder aanvoering van Pim Fortuyn behaalt men een enorme overwinning. Daarmee wordt voorlopig een einde gemaakt aan de machtspositie van de Partij van de Arbeid (PvdA), die sinds 1947 onafgebroken de grootste en machtigste partij in de stad is geweest. Voor het eerst sinds 55 jaar belandt de PvdA nu in de oppositie. Het nieuwe college, bestaande uit een coalitie van Leefbaar Rotterdam, VVD en CDA, begon met burgemeester Ivo Opstelten (VVD) aan een programma waarbij de nadruk vooral ligt op veiligheid en orde.

In Rotterdam wordt zo de aanzet gegeven tot een bijzonder roerige landelijke verkiezingsstrijd, die echter abrupt eindigt op het moment dat Fortuyn op 6 mei, een week voor de landelijke verkiezingen, wordt doodgeschoten. De politicus wordt opgebaard in de Laurentius- en Elisabethkathedraal aan de Mathenesserlaan. Zo'n 20.000 mensen verzamelen zich langs de route van de rouwstoet. De sfeer is beladen. Het huis van Fortuyn wordt aanvankelijk een bedevaartsoord. Na enige tijd ebt de opwinding weg.

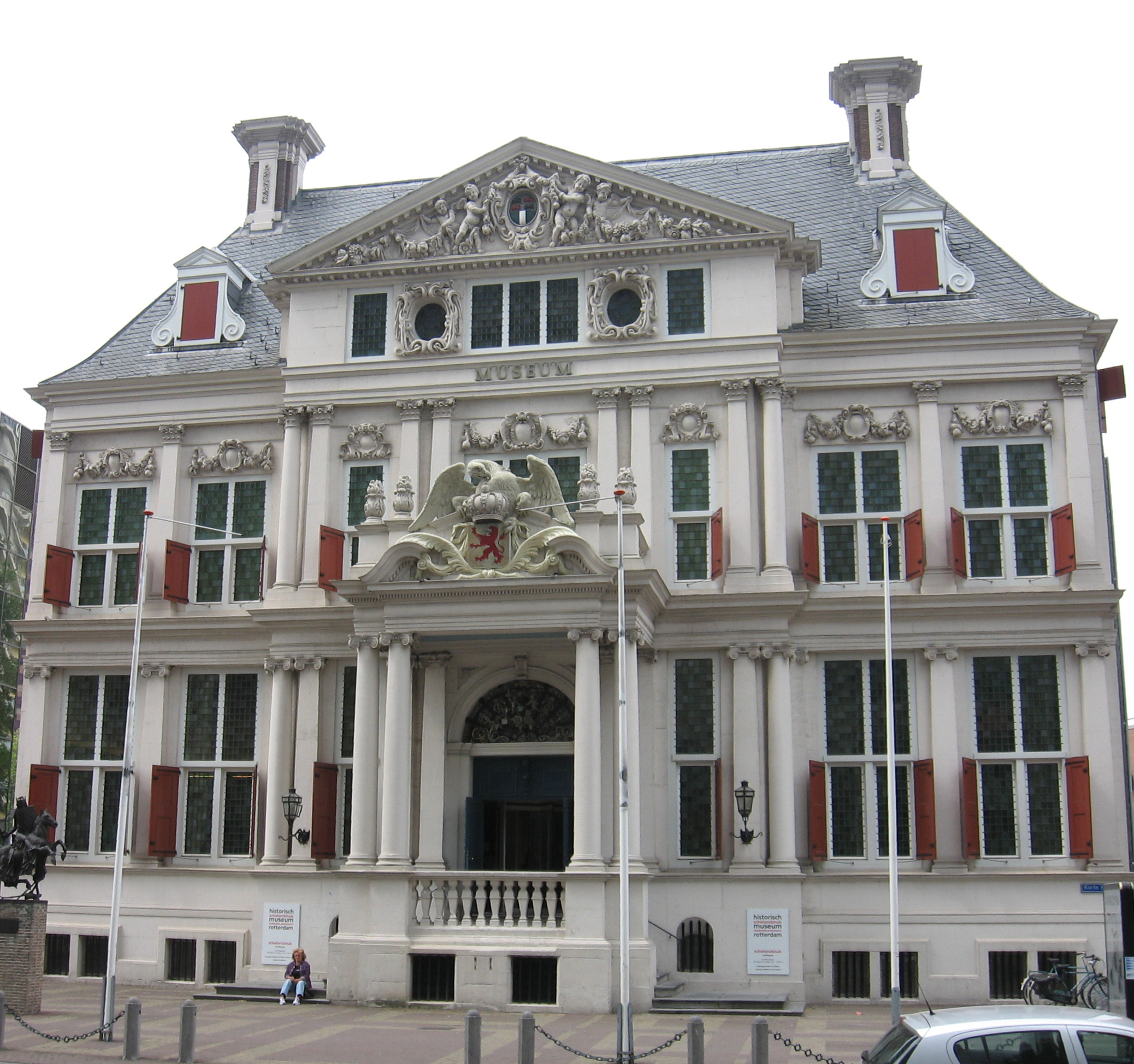
Het 17e-eeuwse Schielandshuis, tot 2016 locatie van het Historisch Museum Rotterdam

Bij de gemeenteraadsverkiezingen van 2006 wint de PvdA van Leefbaar Rotterdam. PvdA, CDA, VVD en GroenLinks vormen samen het college. Ook deze collegeperiode kent roerige momenten. GroenLinks-wethouder Orhan Kaya treed in 2008 af omdat hij onvoldoende steun voor zijn beleid ondervond bij de coalitiepartijen. In 2009 stappen de twee VVD-wethouders Mark Harbers en Jeannette Baljeu op door een crisis rond hoogleraar Tariq Ramadan. 
Op 5 januari 2009 wordt burgemeester Opstelten opgevolgd door Ahmed Aboutaleb (PvdA), de eerste burgemeester in Nederland van Marokkaanse afkomst. 
In 2010 wint de PvdA nipt de gemeenteraadsverkiezingen. Het nieuwe college bestaat uit PvdA, D66, VVD en CDA. Ook dit college kent moeilijke perioden, zoals de commotie over het stadsinitiatief, de moskee-internaten en de discussie over een nieuwe Kuip.

### Havenontwikkelingen 2000-2013
In de jaren 2000 en 2001 daalde de Rotterdamse containeroverslag ruim 1%. Dat stak vreemd af tegen de brede stijging elders in Europa en Azië, met groei tot wel 10%. Bovendien steeg de Rotterdamse bulkoverslag wél, zelfs tot recordhoogte. 

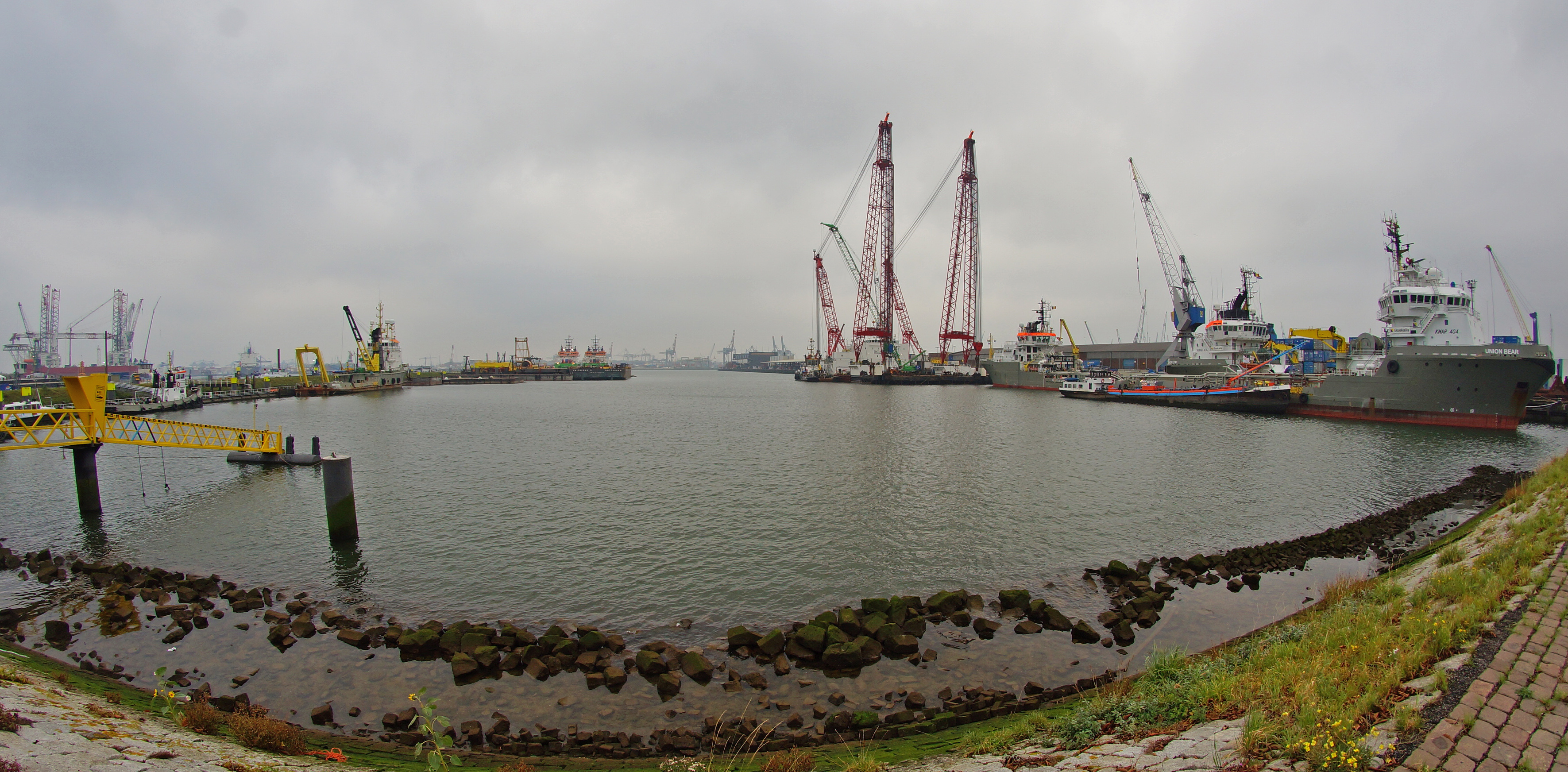
ECT Waalhaven

Een van de grootste reders, Maersk-Sealand Benelux, goed voor 5% (= 300.000 containers) van de containeroverslag, trok zich terug uit Rotterdam en vestigde zich in Bremerhaven. Redenen voor deze ontwikkelingen waren onder meer de monopoliepositie van het bedrijf ECT, dat 70% van de containeroverslag in handen heeft, een bijbehorend gevecht om haventerreinen en opslagcapaciteit. Ook dure arbeidskrachten en relatief veel tijd en dus geld kostende douanecontrole speelden mee.
De havenactiviteiten trokken echter weer aan en in 2004 werd een record gevestigd in de hoeveelheid overslag. Tegelijkertijd verloor de Rotterdamse haven dat jaar de positie van grootste ter wereld aan de  haven van Singapore en de haven van Shanghai.

#### Maasvlakte 2
Eind 20e eeuw kwam van de kant van gemeentebestuur en havenautoriteiten de wens om een Tweede Maasvlakte in de Noordzee aan te leggen. In 2001 nam het toenmalige kabinet het principebesluit tot aanleg. De kosten werden toen geraamd op 6 à 7 miljard gulden. In februari 2004 waren overheid en gemeente nog altijd in onderhandeling over de financiering en verdeling van de zeggenschap over het te winnen gebied. Een van de eisen van de overheid was dat Rotterdam actief zou meewerken aan de totstandkoming van een goede verbinding met de Betuweroute.
Na jaren van plannen, discussies en protesten startte de aanleg op 1 september 2008. Op 22 mei 2013 werd de Tweede Maasvlakte officieel in gebruik genomen. De Rotterdamse havengebieden beslaan daarmee in totaal 12.500 hectare.

Topografisch kaartbeeld van de Gemeente Rotterdam, per september 2018 (terrein op basis van luchtfoto medio 2015; gebouwen en wegen november 2016).